# Britische Monarchie
Die britische Monarchie ist die parlamentarische Monarchie des Vereinigten Königreichs Großbritannien und Nordirland. Monarch ist seit dem 8. September 2022 König Charles III. Er und seine engeren Familienangehörigen nehmen verschiedene offizielle, zeremonielle und repräsentative Funktionen wahr. Der König besitzt zwar theoretisch die Befugnisse eines konstitutionellen Monarchen, übt seine Hoheitsrechte aber aufgrund eines jahrhundertealten Gewohnheitsrechts nicht mehr selbstständig aus, sondern ausschließlich gemäß den Vorgaben von Parlament und Regierung. Aus diesem Grund ist er de facto ein parlamentarischer Monarch. Auch die Existenz der Kronbesitzungen Isle of Man und Kanalinseln ändert nichts an diesem Status, weil diese rechtlich kein Teil des Vereinigten Königreichs sind. Der britische Monarch ist zugleich Staatsoberhaupt der Commonwealth Realms und Oberster Gouverneur der Kirche von England.
Um das Jahr 1000 hatten sich die Königreiche England und Schottland aus mehreren kleinen frühmittelalterlichen Königreichen entwickelt. Die Herrschaft der Angelsachsen in dem nach ihnen benannten England endete 1066 während der normannischen Eroberung Englands. Der Normanne Wilhelm I., „der Eroberer“, errang sich den Thron auf dem Schlachtfeld bei Hastings. Diese „Heldentat“ wird offiziell als Grundstein der bis heute währenden Königsherrschaft in England angesehen. Die Thronfolge in England und Großbritannien erfolgte seither zwar immer im Kreis der Nachfahren des Eroberers, aber keineswegs stets geradlinig und auf legitime Weise. Bereits im Jahr 1100 kam es unter den Söhnen des Eroberers zur Usurpation der Krone durch den Jüngsten. Mit seinem Tod erlosch das Haus Normandie, dem das Haus Plantagenet folgte, das den Thron aber erst in einem Erbfolgekrieg („The Anarchy“) gegen das konkurrierende Haus Blois verteidigen musste. Im 13. Jahrhundert absorbierte England das Fürstentum Wales und mit der Magna Carta begann 1215 der Prozess der schrittweisen Entmachtung des Monarchen. Die letzten Plantagenets spalteten sich in zwei konkurrierende Linien auf, das Haus York (weiße Rose im Wappen) und das Haus Lancaster (rote Rose), die sich in den Rosenkriegen (1455–1485) bekämpften. Der letzte Plantagenet-König aus der York-Linie, Richard III., hatte den Thron 1483 usurpiert, indem er seine beiden Neffen, die Prinzen im Tower, zunächst für illegitim erklären und später umbringen ließ. 1485 fiel er auf dem Schlachtfeld und der militärische Anführer der Lancaster-Partei, der Ritter Heinrich Tudor, ließ sich vom Parlament als Heinrich VII. zum König proklamieren und heiratete eine Schwester der Tower-Prinzen. Den letzten Plantagenet, Edward, ließ er enthaupten. 
Nach dem Tod der letzten englischen Königin aus dem Haus Tudor, Elisabeth I., im Jahre 1603 folgte der schottische König Jakob I. aus dem Haus Stuart auf den englischen Thron, weil eine seiner Urgroßmütter eine Schwester von Elisabeths Vater, dem berühmten Tudor-König Heinrich VIII., gewesen war. Damit entstand eine Personalunion beider Kronen. Die Stuarts waren ihrerseits 1371 durch Einheirat in den regierenden Clan Bruce auf den schottischen Thron gekommen, den zuvor Robert Bruce als einer von 14 Thronanwärtern in einem Unabhängigkeitskampf gegen England an sich gerissen hatte. Von 1649 bis 1660 gab es mit dem Commonwealth of England eine kurze republikanische Phase unter dem puritanischen Revolutionär Oliver Cromwell. 1707 schlossen sich England und Schottland mit dem Act of Union zum Königreich Großbritannien zusammen. 
Die letzten männlichen Nachfahren des Hauses Stuart wurden, weil katholisch geworden, 1701 durch den Act of Settlement von der Thronfolge ausgeschlossen, sodass 1714 das protestantische Haus Hannover auf den britischen Thron folgen konnte, das − ähnlich wie die Tudors und Stuarts − nur entfernt verwandt war mit seinen Vorgängern. Katholiken oder mit Katholiken verheiratete Personen waren seither von der Thronfolge ausgeschlossen.
Durch den Zusammenschluss mit dem Königreich Irland entstand 1801 das Vereinigte Königreich Großbritannien und Irland. Der britische Monarch war auch nominelles Oberhaupt des Britischen Weltreichs, das zum Zeitpunkt seiner größten Ausdehnung ein Viertel der Landfläche der Erde umfasste. 1876 wurde die letzte „Hannoveranerin“ auf dem britischen Thron, Queen Victoria, zur Kaiserin von Indien ausgerufen. Mit ihrem Sohn Eduard VII. kam ein Zweig des Hauses Sachsen-Coburg und Gotha auf den britischen Thron, das mit anderen Zweigen damals auch im Königreich Portugal sowie im Königreich Bulgarien und − bis heute − im Königreich Belgien regierte. Im Ersten Weltkrieg sah sich sein Sohn, König Georg V., durch innenpolitischen Druck aufgrund wachsender antideutscher Stimmung veranlasst, 1917 den Dynastienamen in Haus Windsor umzubenennen und auf alle deutschen Titel und Würden zu verzichten. Windsor Castle war von Wilhelm dem Eroberer 1078 gegründet und danach, neben dem Palace of Westminster, über Jahrhunderte zur zweitwichtigsten englischen Königsresidenz geworden.
1922 spaltete sich der Irische Freistaat ab, in welchem der britische Monarch noch bis 1949 Staatsoberhaupt blieb. Seit dem Ende des Britischen Weltreichs nach dem Zweiten Weltkrieg wurden die Monarchen stets zu zeremoniellen „Oberhäuptern“ des Commonwealth of Nations gewählt, einer losen Verbindung des Vereinigten Königreichs und der ehemaligen Kolonien. 14 weitere unabhängige Staaten, die so genannten Commonwealth Realms, teilen sich weiterhin in Personalunion dasselbe Staatsoberhaupt mit dem Vereinigten Königreich. Jeder dieser Staaten bildet aber ein rechtlich eigenständiges Königreich und entscheidet selbst über seine Staatsform. 
Mit Charles III. kam 2022 ein König auf den Thron, der väterlicherseits dem griechischen Zweig des Hauses Schleswig-Holstein-Sonderburg-Glücksburg, einer Nebenlinie des dänischen Königshauses entstammt, das seinerseits auf das deutsche Haus Oldenburg zurückgeht. Charles’ Vater Prinz Philip hatte bei seiner Einbürgerung in Großbritannien, noch vor seiner Heirat, seine griechischen und dänischen Titel abgelegt und den Namen seiner Mutter, die aus dem Haus Battenberg stammte, in anglisierter Form als Mountbatten angenommen. Um die deutsche Abstammung nicht allzu sehr zu betonen, lautet der Dynastiename auch unter Charles III. weiterhin House of Windsor, wobei die Abkömmlinge den Familiennamen Mountbatten-Windsor führen. 

## Das Amt und seine Bedeutung

### Konstitutionelle und politische Rolle
Der Monarch besitzt einen hohen symbolischen Stellenwert als „Zeichen der nationalen Einheit“ und ist gemäß der ungeschriebenen britischen Verfassung das Staatsoberhaupt. Treueide werden auf ihn und seine rechtmäßigen Nachkommen abgelegt, nicht etwa auf das Parlament oder die Nation. God Save the King (bzw. God Save the Queen bei einer Monarchin) ist die britische Nationalhymne. Darüber hinaus erscheint das Porträt des Monarchen auf Briefmarken, Münzen und Banknoten.
Die politischen Machtbefugnisse des Monarchen sind in der Praxis durch Gesetze, Gewohnheitsrechte und Präzedenzfälle stark eingeschränkt. War der Monarch früher noch befugt, auch ohne Rücksicht auf das Parlament eigene Dekrete zu erlassen, völkerrechtliche Verträge abzuschließen oder Krieg zu erklären, so darf er diese Hoheitsrechte heutzutage nur noch gemäß dem Rat und mit Zustimmung des Premierministers oder anderer Minister ausüben. Somit sind Staatsakte im Namen der Krone, selbst wenn sie vom Monarchen persönlich vorgenommen werden, abhängig von Entscheidungen, die von anderen getroffen wurden. Dieses Recht wird von der Regierung häufig genutzt, um Gesetze am Parlament vorbei zu erlassen, wie etwa beim Beitritt Großbritanniens zur Europäischen Wirtschaftsgemeinschaft oder der Kriegserklärung im Falklandkrieg. Wie weit diese Rechte reichen dürfen, ist umstritten – und war etwa beim Brexit Gegenstand politischer Debatten.
Die eigenständigen konstitutionellen Befugnisse des Monarchen sind somit seit dem 19. Jahrhundert zum größten Teil auf unparteiische Funktionen wie Ehrungen beschränkt. Der Verfassungstheoretiker Walter Bagehot bezeichnete 1867 in seinem Werk The English Constitution die Monarchie als den „würdevollen Teil“ des Staates, die Regierung und das Parlament hingegen als den „arbeitenden Teil“. Ob und in welchem Umfang der Monarch in außergewöhnlichen Umständen seine Herrschaftsrechte tatsächlich ausüben kann oder soll, ist umstritten. Jegliche nicht abgesprochene Handlung dieser Art hat das Potenzial, eine Verfassungskrise auszulösen.
Wann immer nötig, ist der Monarch verantwortlich für die Ernennung eines neuen Premierministers und sämtlicher anderen Minister. Letzteres geschieht auf Vorschlag des Premierministers, der somit die Regierung kontrolliert. In Übereinstimmung mit ungeschriebenem Gewohnheitsrecht mit Verfassungscharakter muss der Monarch diejenige Person ernennen, welche über die Unterstützung des House of Commons verfügt, üblicherweise den führenden Politiker der Mehrheitspartei. Der Premierminister übernimmt sein Amt im Rahmen einer Privataudienz beim Monarchen; dieser Vorgang wird auch als Kissing Hands („Händeküssen“) bezeichnet.
Erreicht keine Partei die absolute Mehrheit, was beim britischen Mehrheitswahlrecht selten vorkommt, bilden zwei oder mehr Parteien eine Koalition, die sich dann auf einen Kandidaten für das Amt des Premierministers einigen. Kommt keine Einigung zustande, erhöhen sich theoretisch die Auswahlmöglichkeiten für den Monarchen. Dennoch ist es üblich, einen Angehörigen der größten Partei auszuwählen. Der Monarch kann theoretisch den Premierminister entlassen, doch in der Praxis endet dessen Amtszeit nur durch Wahlniederlage, Verlust der Mehrheit im Parlament, Rücktritt oder Tod.

### Hoheitsrechte

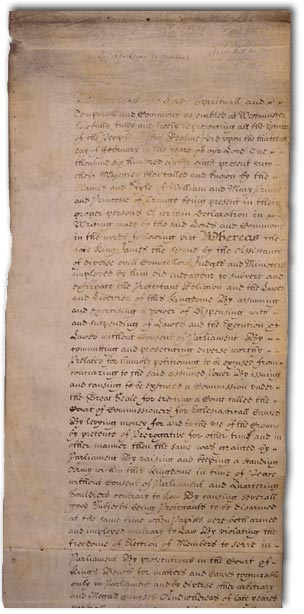
Die englische Bill of Rights von 1689 schränkte die Macht des Monarchen ein

Die exekutive Macht der Krone wird mit dem Sammelbegriff Royal Prerogative (Hoheitsrecht) umschrieben. Aufgrund der zahlreichen Einschränkungen übt der Monarch seine Hoheitsrechte ausschließlich auf Anraten von Ministern aus, die dem Parlament gegenüber verantwortlich sind. In den meisten Fällen ist es der Premierminister oder der Privy Council, wobei letzterer heute vom Kabinett kontrolliert wird. Der Monarch trifft sich wöchentlich zu Sitzungen mit dem Premierminister. Es steht ihm zu, seine Meinung zu äußern, er muss aber letztlich die Entscheidungen des Premierministers und des Kabinetts akzeptieren (unter der Voraussetzung, dass sie im Unterhaus über die Mehrheit verfügen). Gemäß Walter Bagehot besitzt der Monarch in einer konstitutionellen Monarchie drei Rechte, „das Recht angehört zu werden, das Recht zu ermutigen und das Recht zu warnen.“
Obschon die Hoheitsrechte weitreichend sind und für deren Ausübung die Zustimmung des Parlaments nicht erforderlich ist, sind sie dennoch begrenzt. Zahlreiche Hoheitsrechte werden nicht mehr angewendet, sind faktisch auf den Premierminister übergegangen oder wurden dauerhaft an das Parlament übertragen. Beispielsweise ist es dem Monarchen nicht gestattet, neue Steuern zu erheben und einzutreiben. Eine solche Aktion benötigt zwingend die Genehmigung des Parlaments. Gemäß einem parlamentarischen Bericht aus dem Jahr 2002 „kann die Krone keine neuen Hoheitsrechte einführen“ und das Parlament kann durch Beschluss eines Gesetzes jegliche Hoheitsrechte aufheben.
Es ist das Hoheitsrecht des Monarchen, das Parlament einzuberufen, zu vertagen und aufzulösen. Jede Parlamentssession beginnt mit der Einberufung durch den Monarchen. Es folgt die Parlamentseröffnung (State Opening of Parliament), bei der er im Saal des House of Lords die Thronrede hält und dabei die Legislaturziele der Regierung bekanntgibt. Die Vertagung geschieht üblicherweise ein Jahr nach Beginn der Session und beendet diese formell. Auf die Auflösung, die eine Legislaturperiode beendet, folgen Wahlen für alle Sitze des Unterhauses. Der Zeitpunkt der Auflösung wird durch verschiedene Faktoren beeinflusst. So darf eine Legislaturperiode nicht länger als fünf Jahre dauern; gemäß dem Parliament Act von 1911 erfolgt die Auflösung in diesem Falle automatisch.
In der Regel ist es aber so, dass der Premierminister jenen Moment wählt, der für seine Partei die günstigsten Aussichten verspricht. Gemäß den 1950 aufgestellten Lascelles-Prinzipien (benannt nach Alan Lascelles, dem Privatsekretär von George VI.) kann der Monarch theoretisch die Parlamentsauflösung verweigern, doch die Voraussetzungen, unter denen eine solche Aktion gerechtfertigt wäre, sind unklar. Bevor ein durch beide Parlamentskammern verabschiedetes Gesetz in Kraft treten kann, ist die formelle Zustimmung des Monarchen (Royal Assent) erforderlich. Theoretisch kann der Monarch seine Zustimmung geben oder verweigern, doch ist letzteres seit 1707 nicht mehr geschehen, als Königin Anne ein Gesetz über Bürgerwehren in Schottland zurückwies.
Zu den Regionalregierungen von Schottland, Wales und Nordirland besteht eine ähnliche Beziehung. Der Monarch ernennt den First Minister Schottlands (First Minister of Scotland) gemäß der Nomination durch das Schottische Parlament und den First Minister von Wales (First Minister of Wales) gemäß der Nomination durch das Walisische Parlament. In Angelegenheiten, die Schottland betreffen, handelt er auf Anraten der schottischen Regierung. Da die Autonomie in Wales weniger weitreichend ist, handelt der Monarch in walisischen Angelegenheiten auf Anraten des Premierministers und des Kabinetts des Vereinigten Königreichs. Der Monarch kann gegen jedes von der Northern Ireland Assembly beschlossene Gesetz das Veto einlegen, wenn der Nordirland-Minister es für verfassungswidrig hält.
Theoretisch kann der Monarch die Staatsverwaltung regeln, Reisepässe ausstellen, Krieg erklären, Frieden schließen, Truppen anführen sowie Abkommen, Allianzen und internationale Vereinbarungen aushandeln und ratifizieren. Ein Abkommen darf jedoch keine Auswirkungen auf Gesetze des Vereinigten Königreichs haben; in diesem Falle ist ein Parlamentsbeschluss notwendig. Allerdings ist dem Throninhaber und Thronnachfolger durch das King’s Consent (übersetzt: Zustimmung des Königs) das Recht verbürgt, Gesetzesentwürfe einsehen zu dürfen und bei Entwürfen, die die privaten Interessen der britischen Königsfamilie betreffen, vorab in der Gesetzgebung Einfluss auf die Gesetzesgestaltung zu nehmen.
Der Monarch ist Oberbefehlshaber der Streitkräfte, bestehend aus British Army, Royal Navy und Royal Air Force. Er akkreditiert Botschafter und Hochkommissare und empfängt ausländische Diplomaten.

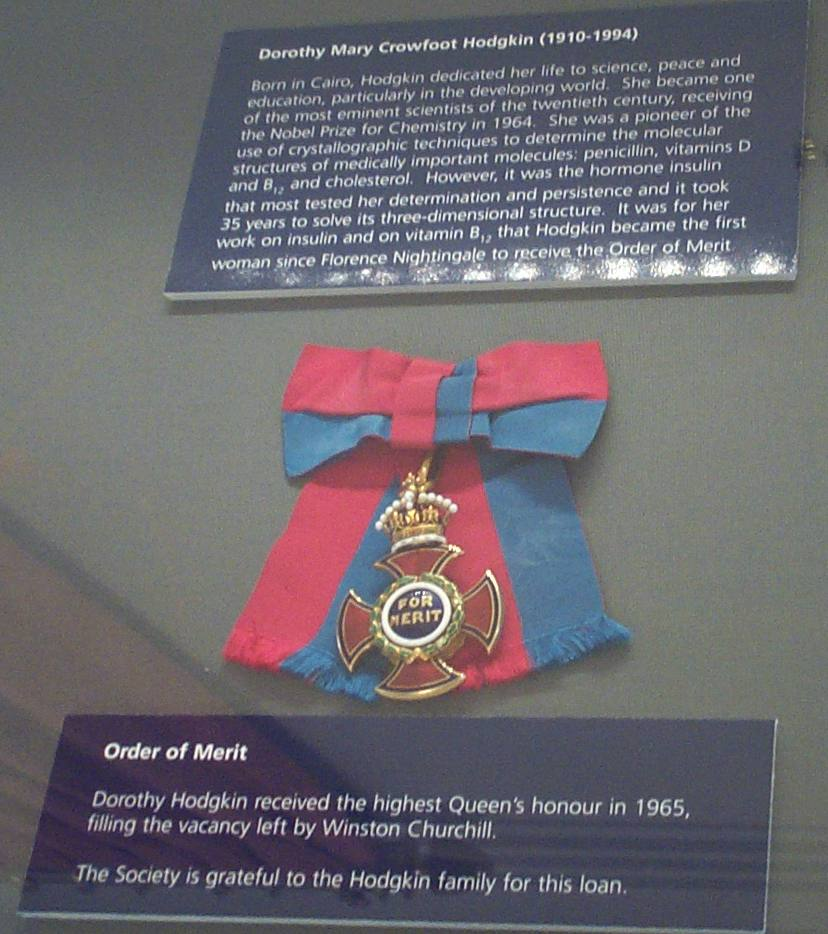
Der britische Monarch vergibt Orden wie den Order of Merit

Der Monarch wird als „Quell der Gerechtigkeit“ (fount of justice) bezeichnet. Er ist bei Gerichtsfällen jedoch nicht persönlich anwesend, stattdessen werden alle juristischen Tätigkeiten in seinem Namen ausgeführt. Das Common Law besagt, dass er kein Unrecht begehen kann (can do no wrong) und demzufolge im Falle eines Verbrechens nicht in seinem eigenen Namen angeklagt werden kann. Der Crown Proceedings Act von 1947 erlaubt Zivilklagen gegen den Monarchen in seiner öffentlichen Funktion (das heißt gegen die Regierung). Klagen gegen den Monarchen als Privatperson hingegen können vor Gericht nicht erhoben werden. Der Monarch übt auch das „Hoheitsrecht der Barmherzigkeit“ (prerogative of mercy) aus und kann Begnadigungen aussprechen oder Urteile reduzieren.
Als „Quell der Ehre“ (fount of honour) vergibt der Monarch auch alle Ehren und Würden des Vereinigten Königreichs. Die Krone erschafft sämtliche Adelstitel, ernennt alle Mitglieder von Ritterorden, gewährt alle Ritterwürden und andere Ehrungen. Zwar werden Adelstitel und sonstige Ehrungen gemäß dem Rat des Premierministers verliehen, doch gelten einige Ehrungen als persönliches Geschenk des Monarchen. Demzufolge ernennt er in alleiniger Kompetenz die Mitglieder des Hosenbandordens, des Distelordens, des Royal Victorian Order und des Order of Merit.
Mit dem Großen Reichssiegel (Great Seal of the Realm) werden wichtige offizielle Dokumente beglaubigt, darunter Adelspatente (letters patent), Proklamationen und Erlasse zur Durchführung von Neuwahlen (writs of election). Das Große Reichssiegel befindet sich in der Obhut des Lordkanzlers. Für Angelegenheiten, die lediglich Schottland oder Nordirland betreffen, werden das Große Siegel Schottlands (Great Seal of Scotland) bzw. das Große Siegel Nordirlands (Great Seal of Northern Ireland) verwendet.

### Rolle im Commonwealth

Heutige Commonwealth realms
Ehemalige Commonwealth realms

Der britische Monarch ist nicht nur der Monarch des Vereinigten Königreichs, sondern auch von 14 weiteren Commonwealth Realms (Überseegebiete und Außengebiete dieser Staaten haben keine eigene Monarchie, sondern jene des Staates, unter dessen Souveränität sie stehen). Obwohl seine verfassungsgemäßen Rechte in jedem dieser Länder praktisch identisch mit jenen im Vereinigten Königreich sind, nimmt er dort keine politischen oder zeremoniellen Aufgaben als Staatsoberhaupt wahr. Stattdessen vertritt ihn ein Generalgouverneur. In jedem Land handelt der Generalgouverneur ausschließlich gemäß dem Rat des jeweiligen Premierministers und Kabinetts. Folglich übt auch die Regierung des britischen Königreichs keinerlei Einfluss auf die Politik von Commonwealth Realms aus. Gegenwärtige Commonwealth Realms sind neben dem Vereinigten Königreich folgende Länder: Antigua und Barbuda, Australien, Bahamas, Belize, Grenada, Jamaika, Kanada, Neuseeland, Papua-Neuguinea, Salomonen, St. Lucia, St. Kitts und Nevis, St. Vincent und die Grenadinen sowie Tuvalu.
Einst war jeder Mitgliedstaat des Commonwealth of Nations auch ein Commonwealth Realm. Als jedoch Indien 1950 die Republik als Staatsform wählte, blieb das Land trotzdem Mitglied des Commonwealth, obwohl der britische Monarch nicht mehr das Staatsoberhaupt ist. Seither gilt er in allen Mitgliedstaaten als „Oberhaupt des Commonwealth“ (Head of the Commonwealth), sei er nun Staatsoberhaupt oder nicht. Diese Position ist rein zeremonieller Natur und beinhaltet keinerlei politische Macht.
Dem britischen Monarchen unterstehen direkt die Kronbesitzungen, die nicht Teil des Vereinigten Königreichs sind. Auf den Kanalinseln trägt er den Titel Duke of Normandy (Herzog der Normandie) und wird in den Vogteien Guernsey und Jersey durch je einen Vizegouverneur (Lieutenant Governor) vertreten. Auf der Isle of Man trägt er den Titel Lord of Mann, die Vertretung übernimmt dort ebenfalls ein Vizegouverneur.

### Religiöse Rolle
Der britische Monarch ist das Oberhaupt (Supreme Governor) der Church of England, der offiziellen Staatskirche Englands. Als solcher besitzt er das Recht zur Ernennung von Erzbischöfen und Bischöfen – auf Anraten des Premierministers, der aus einer Namensliste auswählt, die vom Nominationskomitee der Kirche zusammengestellt wird. Die Rolle des Monarchen beschränkt sich auf diejenige des Kirchenpatrons. Der ranghöchste Kleriker, der Erzbischof von Canterbury, ist das spirituelle Oberhaupt der Church of England und von allen weiteren Anglikanischen Kirchen. In der Church of Scotland ist der Monarch ein gewöhnliches Mitglied. Er besitzt allerdings das Recht, den Lordhochkommissar (Lord High Commissioner) der Generalversammlung zu ernennen. In der Church in Wales und in der Church of Ireland hat der Monarch keine formelle Rolle, da beide keine anerkannten Staatskirchen sind.

## Geschichte

### Englische Monarchie
Auf der Insel Großbritannien gab es bereits vor der römischen Invasion Monarchen; diese keltischen „reges“ (lat. Plural für „Könige“) verbündeten sich mit den Römern oder wurden von diesen unterworfen. Nach dem endgültigen Rückzug der Römer zu Beginn des 5. Jahrhunderts folgten die so genannten dunklen Jahrhunderte, der Übergang der Spätantike ins Frühmittelalter. Einwandernde Angeln, Sachsen und Jüten drängten die keltischen Stämme an die Ränder der Insel. Die zu den Angelsachsen vereinigten Völker gründeten mehrere Königreiche, wobei die sieben mächtigsten als Heptarchie bezeichnet werden. Jedes Königreich hatte einen eigenen Monarchen und zeitweise war einer dieser Könige derart mächtig, dass er die anderen dominierte. Jedoch gab es keine „britische Monarchie“ im heutigen Sinne. Bretwalda war somit eher ein prestigeträchtiger Ehrentitel, mit dem keine eigentliche Macht verbunden war.

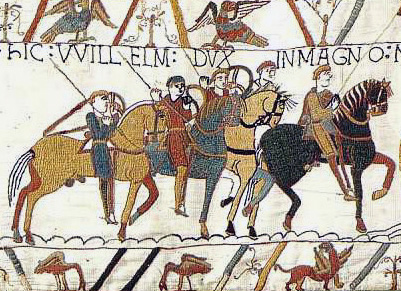
Der Teppich von Bayeux thematisiert die normannische Invasion

Nach den Raubzügen der Wikinger und ihrer darauf folgenden Besiedlung stieg das angelsächsische Königreich Wessex im 9. Jahrhundert zum dominierenden englischen Königreich auf. Alfred der Große sicherte die Vormachtstellung von Wessex, erlangte die Kontrolle über das westliche Mercia und nahm den Titel eines „Königs der Engländer“ an. Sein Enkel Æthelstan war der Erste, der über ein geeintes Königreich herrschte, dessen Grenzen ungefähr jenen des heutigen England entsprachen, wenn auch die verschiedenen Landesteile eine starke regionale Identität beibehielten. Im 11. Jahrhundert stabilisierte sich England zusehends, trotz verschiedener Kriege mit den Dänen, die eine Generation lang die Herrschaft ausübten. Noch hatte sich aber keine echte Erbmonarchie gebildet, bei Fehlen eines geeigneten Thronfolgers, der stets vom Witan, dem Weisenrat, bestätigt werden musste, konnte auch eine anderweitige Nachfolge beschlossen werden, also ein Mann zum König gewählt, der dem Rat am geeignetsten schien, das Land zu führen. Könige und Earls konnten mittels Ratsbeschluss sogar abgesetzt werden. Die Eroberung Englands durch die Normannen im Jahr 1066 war sowohl in politischer als auch in gesellschaftlicher Hinsicht ein bedeutendes Ereignis. William I. setzte die von den Angelsachsen begonnene Zentralisierung fort, während sich das Feudalsystem weiterentwickelte. Der Thron wurde erblich.
Auf William I. folgten zwei seiner Söhne, William II. und Henry I. Letzterer traf eine folgenschwere Entscheidung, indem er Matilda, sein einziges überlebendes Kind, zur Thronerbin erklärte. Nach Henrys Tod im Jahr 1135 machte dessen Neffe Stephen seinen Anspruch auf den Thron geltend. Mit der Unterstützung der meisten Barone gelangte er an die Macht. Stephens Herrschaft war jedoch schwach, so dass Matilda ihn herausfordern konnte. England versank in eine Periode des Chaos, die auch als „Die Anarchie“ bekannt ist. Stephen klammerte sich an die Macht, ging allerdings einen Kompromiss ein und akzeptierte Matildas Sohn, den späteren König Henry II., als Thronerben. Dieser wurde 1154 der erste Herrscher des Hauses Plantagenet (auch Haus Anjou genannt).

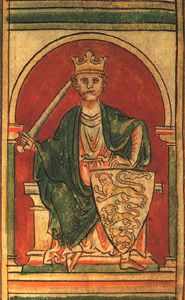
Richard Löwenherz

Die Herrschaft der meisten Plantagenet-Könige war geprägt von Unruhen und Konflikten zwischen dem Monarchen und dem Adel. Henry II. sah sich mit Rebellionen seiner eigenen Söhne konfrontiert, den späteren Königen Richard I. „Löwenherz“ und Johann Ohneland (John). Trotzdem gelang es Henry, sein Reich zu erweitern. Hervorzuheben ist die Eroberung von Irland, das vorher aus einer Vielzahl von konkurrierenden Königreichen bestanden hatte. Henry übergab die Insel seinem jüngeren Sohn John, der in der Folge als Lord von Irland herrschte. Nach Henrys Tod folgte sein älterer Sohn Richard auf den Thron, der sich jedoch während fast seiner gesamten Herrschaftszeit außer Landes befand und am dritten Kreuzzug beteiligt war. Auf ihn folgte dessen Bruder John.
Johns Herrschaft war geprägt von Auseinandersetzungen mit den Baronen, die ihn 1215 zur Unterzeichnung der Magna Carta drängten, welche die Rechte und Freiheiten des Adels garantierte. Bald darauf führten weitere Auseinandersetzungen zu einem Bürgerkrieg, der als Erster Krieg der Barone bekannt ist. Der Krieg endete abrupt, als John 1216 starb und sein neunjähriger Sohn Henry III. die Nachfolge antrat. Die von Simon de Montfort, 6. Earl of Leicester, angeführten Barone erhoben sich später erneut gegen die Herrschaft des Königs, was zum Zweiten Krieg der Barone führte. Dieser Konflikt endete mit einem klaren Sieg der Royalisten und der Exekution zahlreicher Rebellen. Zuvor hatte der König im Jahr 1265 eingewilligt, das erste Parlament einzuberufen.

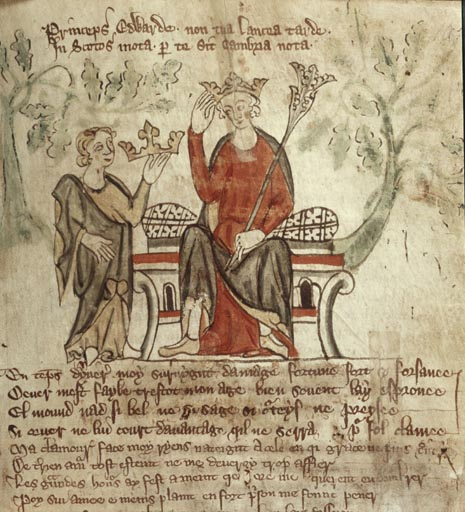
Edward II.

Der nächste Monarch, Edward I., war weitaus erfolgreicher bei der Aufrechterhaltung der königlichen Macht. Er eroberte Wales und dehnte den englischen Einfluss auf Teile von Schottland aus. Sein Nachfolger Edward II. unterlag jedoch 1314 in der Schlacht von Bannockburn, woraufhin die Schotten ihre vollständige Unabhängigkeit erkämpften. Edward II. war auch in Konflikte mit dem Adel verwickelt. Er wurde 1327 von seiner Ehefrau Isabella entmachtet und daraufhin ermordet. Sein Sohn Edward III. erhob Anspruch auf den französischen Thron und löste dadurch den Hundertjährigen Krieg aus.
Die Feldzüge von Edward III. waren meist erfolgreich und führten zur Eroberung weiter französischer Gebiete. Unter seiner Herrschaft entwickelte sich auch das Parlament weiter, das sich in zwei Kammern aufteilte. 1377 folgte Richard II., sein damals zehnjähriger Enkel, auf den Thron. Wie zahlreiche seiner Vorgänger war auch er in Konflikte mit dem Adel verwickelt, weil er möglichst viel Macht in einer Hand vereinigen wollte. Als er 1399 einen Feldzug in Irland anführte, riss sein Cousin Henry Bolingbroke die Macht an sich. Richard wurde gefangen genommen und im darauf folgenden Jahr ermordet.
Henry Bolingbroke, nun König Henry IV., war der Enkel von Edward III. und Sohn von John of Gaunt. Aus diesem Grund wird seine Dynastie als Haus Lancaster bezeichnet. Während fast seiner gesamten Herrschaft war Henry damit beschäftigt, Verschwörungen aufzudecken und Rebellionen zu bekämpfen. Sein Erfolg ist vor allem auf die militärischen Fähigkeiten seines Sohnes, des späteren Königs Henry V., zurückzuführen. Dessen Herrschaft begann 1413 und war weitgehend frei von inneren Konflikten, was es ihm erlaubte, sein Hauptaugenmerk auf den noch immer andauernden Hundertjährigen Krieg zu richten. Er war militärisch erfolgreich, doch starb er 1422 völlig unerwartet, worauf ihm sein Sohn Henry VI., der damals noch ein Kleinkind war, auf den Thron folgte. Dies gab den Franzosen die Möglichkeit, die englische Herrschaft abzuschütteln.
Die Unbeliebtheit von Henrys Regenten und seiner kriegerischen Ehefrau Margarete von Anjou, später seine eigene ineffektive Führung, hatten eine Schwächung des Hauses Lancaster zur Folge. Richard Plantagenet, Oberhaupt des Hauses York und Nachkomme von Edward III., machte seinen Anspruch auf den Thron geltend und löste damit die Rosenkriege aus. Obwohl Richard 1460 starb, führte sein Sohn Edward IV. im Jahr 1461 das Haus York zum Sieg. Die Rosenkriege dauerten aber auch noch während der Herrschaft Edwards und seines Bruders Richard III. weiter an. Schließlich endete der Konflikt 1485 mit dem Sieg des Hauses Tudor, einer Seitenlinie des Hauses Lancaster, in der Schlacht von Bosworth. Richard III. wurde in der Schlacht getötet; Henry Tudor bestieg als König Henry VII. den Thron und begründete das Haus Tudor.

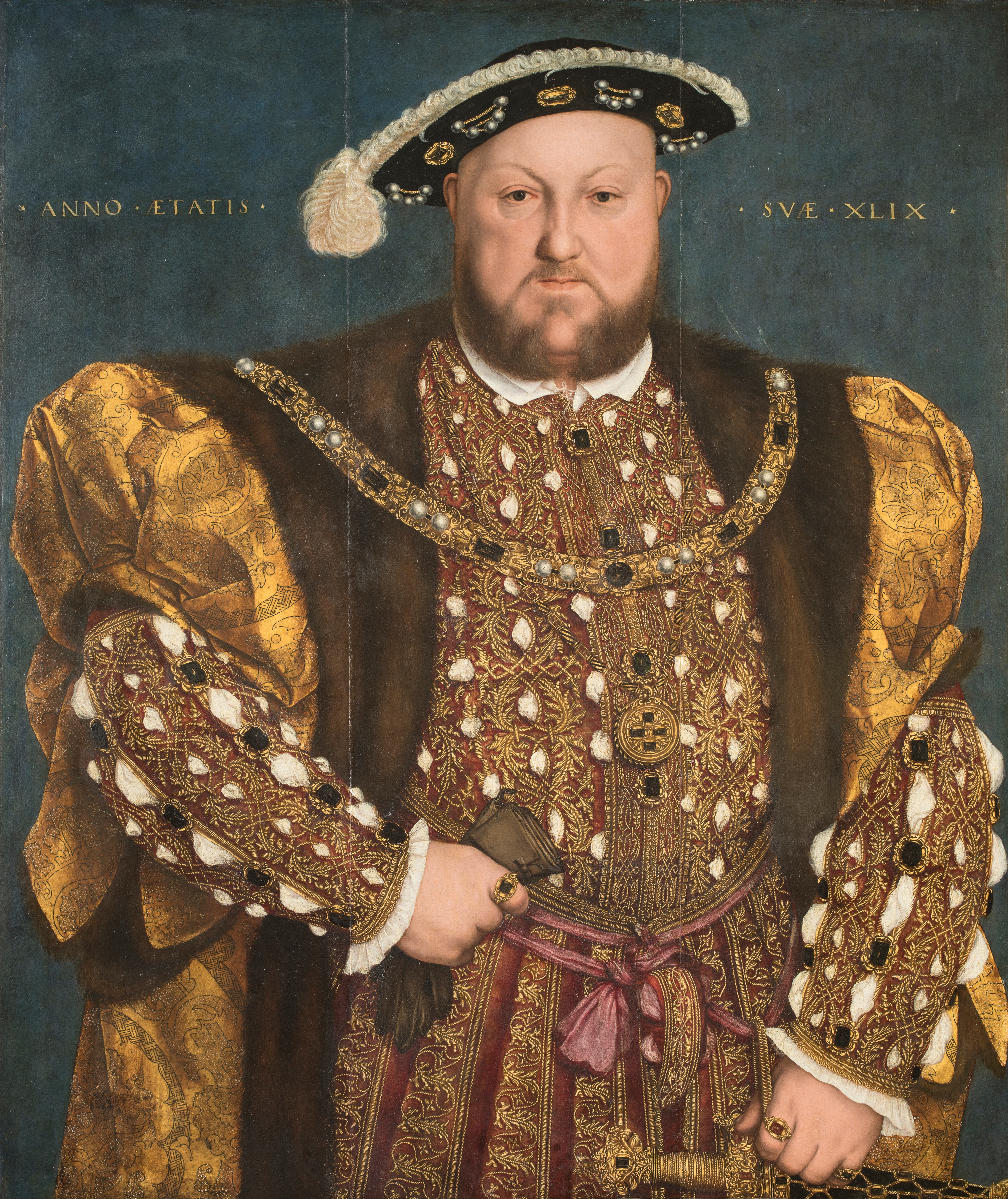
Henry VIII., 1540, Gallerie Nazionali d’Arte Antica

Das Ende der Rosenkriege bildet einen wichtigen Meilenstein in der Geschichte der englischen Monarchie. Der größte Teil des Adels war entweder auf dem Schlachtfeld gefallen oder hingerichtet worden; viele adlige Besitztümer gingen an das Königshaus verloren. Darüber hinaus zerfiel das Feudalsystem und die von den Baronen kontrollierten Armeen erwiesen sich als überflüssig. Die Tudor-Monarchen konnten ihren absoluten Herrschaftsanspruch durchsetzen und die Konflikte mit dem Adel nahmen ein Ende. Die Macht der Krone erreichte unter der Herrschaft des zweiten Tudor-Königs Henry VIII. ihren Höhepunkt. England wandelte sich von einem schwachen Königreich zu einer europäischen Großmacht. Religiöse Spannungen führten zum Bruch mit dem Papst und der römisch-katholischen Kirche sowie zur Bildung der Church of England. Ein weiterer Meilenstein war die formelle Vereinigung von Wales mit England in den Jahren 1535 bis 1542.
Henrys Sohn, der junge Edward VI., führte die Reformation weiter. Sein früher Tod im Jahr 1553 löste eine Thronfolgekrise aus. Er hatte die Machtübernahme seiner katholischen Halbschwester Mary I. verhindern wollen und testamentarisch Jane Grey zu seiner Erbin bestimmt, obwohl noch nie zuvor eine Frau das Land regiert hatte. Ihre Herrschaft dauerte aber lediglich neun Tage. Mary entmachtete Jane Grey mit Unterstützung der öffentlichen Meinung, widerrief die Proklamation zur Königin, ließ ihre Konkurrentin hinrichten und bezeichnete sich als rechtmäßige Thronerbin. Mary wollte mit aller Macht den katholischen Glauben wieder einführen und ließ unzählige Protestanten hinrichten. Nach ihrem Tod im Jahr 1558 übernahm Elizabeth I. den Thron und führte England zum Protestantismus zurück. Unter ihrer Herrschaft stieg England zu einer Weltmacht auf, dank des Siegs im Englisch-Spanischen Krieg, der Zerstörung der Spanischen Armada im Jahr 1588 und der Kolonialisierung von Nordamerika.

### Schottische Monarchie

Schottische Königsflagge

Als sich die Römer von der Insel Großbritannien zurückzogen, gab es drei Hauptstämme in Schottland: Die Pikten im Nordosten, die Britannier im Süden (unter anderem im Königreich Strathclyde) und die Gälen bzw. Skoten im westlichen Königreich Dalriada. Im Jahr 843 übernahm der skotische König Kenneth MacAlpin die piktische Krone. Er gilt als Begründer des vereinigten Schottlands und des Hauses Alpin. Mit der Zeit vergrößerte sich das schottische Reich, als andere Territorien wie Strathclyde unterworfen wurden.
Die frühen schottischen Monarchen wurden gemäß dem Tanistry-Brauch gewählt, wodurch verschiedene Linien des Hauses MacAlpin sich gegenseitig an der Macht ablösten. Als Folge davon kam es oft zu gewalttätigen Auseinandersetzungen zwischen den rivalisierenden Linien der Dynastie. Von 942 bis 1005 gab es nicht weniger als sieben Könige, die entweder ermordet wurden oder auf dem Schlachtfeld starben. Malcolm II. schaffte 1005 das Tanistry-System ab, ließ zahlreiche Kontrahenten beseitigen und festigte so seine Machtposition. Sein Enkel Duncan I. war 1034 der erste erbliche Monarch Schottlands. Im Jahr 1040 wurde Duncan in einer Schlacht durch Macbeth getötet, dieser wiederum 1057 durch Duncans Sohn Malcolm Canmore. Nach der Ermordung von Macbeths Stiefsohn Lulach bestieg Malcolm Canmore als Malcolm III. den schottischen Thron und begründete das Haus Dunkeld.

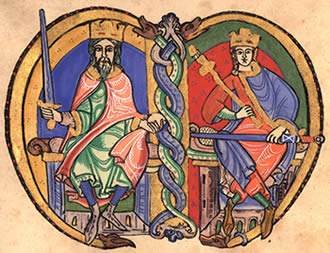
David I. (links) und Malcolm IV.

Um seinen Sieg zu ermöglichen, hatte Malcolm auf englische Hilfe zurückgegriffen, was den Beginn einer langen Ära englischen Einflusses auf die schottische Politik markierte. Nach seinem Tod im Jahr 1093 kam es zu einer Reihe von Erbfolgekriegen zwischen Malcolms Söhnen einerseits und Malcolms Bruder Donald III. andererseits. Von 1107 an war Schottland für kurze Zeit zweigeteilt, dem letzten Willen von König Edgar entsprechend. Dieser hatte das Reich zwischen seinem älteren Sohn Alexander I. und seinem jüngeren Sohn David I. aufgeteilt. Nach Alexanders Tod im Jahr 1124 erbte David die nördliche Reichshälfte und Schottland war wieder vereint. Auf David folgte im Jahr 1142 Malcolm IV., auf diesen wiederum William der Löwe.
William regierte ab 1165 während 49 Jahren und ist damit der am längsten herrschende aller schottischen Monarchen. Er beteiligte sich an der Rebellion gegen den englischen König Henry II. Die Rebellion schlug jedoch fehl und William geriet in englische Gefangenschaft. Um seine Freilassung zu erreichen, musste er den englischen König als obersten Lehnsherrn anerkennen. Richard I. willigte 1189 ein, die Vereinbarung aufzulösen und verlangte als Gegenleistung eine große Geldsumme für die Finanzierung der Kreuzzüge. William starb im Jahr 1214. Sein Sohn Alexander II. und sein Enkel Alexander III. versuchten, die Äußeren Hebriden zu erobern, die noch immer unter der Herrschaft Norwegens standen. Während der Herrschaft von Alexander III. scheiterte 1263 unter Håkon IV. ein norwegischer Feldzug nach Westschottland. Der im Jahr 1266 geschlossene Frieden von Perth bestätigte die schottische Herrschaft über die Äußeren Hebriden und andere umstrittene Gebiete.
Alexanders unerwarteter Tod im Jahr 1286 löste eine weitreichende Thronfolgekrise aus. Der englische König Edward I., der als Schiedsrichter eingesetzt worden war, wählte Alexanders dreijährige norwegische Enkelin Margarete. Als sie 1290 auf der Überfahrt nach Schottland starb, machten 13 Anwärter ihren Thronanspruch geltend. Ein Gericht unter der Führung Edwards I. bestimmte John Balliol zum Nachfolger. Der englische König behandelte ihn jedoch als Vasallen und mischte sich in die inneren schottischen Angelegenheiten ein. Als Balliol im Jahr 1295 den Treueschwur gegenüber England brach, eroberten Edwards Truppen große Teile Schottlands. In den ersten Jahren des darauf folgenden Schottischen Unabhängigkeitskrieges hatte Schottland keinen Monarchen, bis sich Robert the Bruce 1306 selbst zum König ernannte.

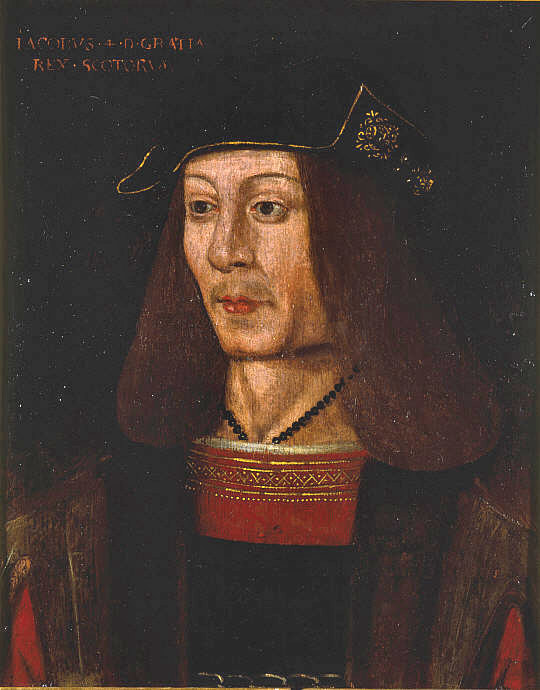
James IV.

Mit der Declaration of Arbroath riefen die Schotten 1320 ihre Unabhängigkeit aus, die England 1328 mit dem Abkommen von Edinburgh und Northampton bestätigte. Doch nur ein Jahr später starb Robert und die Engländer fielen 1332 erneut in Schottland ein, um Edward Balliol, den angeblich „rechtmäßigen“ Erben John Balliols, als Monarchen einzusetzen. Nach weiteren kriegerischen Auseinandersetzungen konnte Schottland 1336 seine Unabhängigkeit unter David II., dem Sohn von Robert the Bruce, wieder erlangen.

Auf David II. folgte 1371 Robert II. aus dem Haus Stewart (später Stuart). Unter seiner Herrschaft und der seines Sohnes Robert III. nahm die königliche Macht fortlaufend ab. Als Robert III. 1406 starb, musste das Land von Regenten regiert werden, da sein Sohn James I. von den Engländern gefangen genommen worden war. 

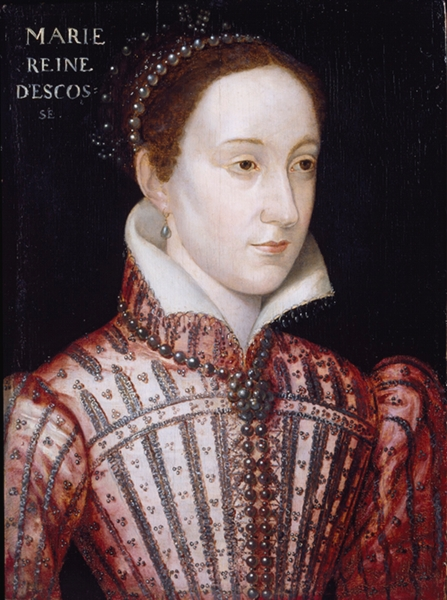
Mary Stuart

 Nach der Zahlung eines hohen Lösegeldes kehrte James I. 1424 nach Schottland zurück. Um seine Autorität wiederherzustellen, ging er sehr gewaltsam vor und ließ zahlreiche seiner Gegner hinrichten. James II. führte die Säuberungspolitik seines Vaters fort. James III. starb 1488 in einer Schlacht gegen aufständische Dukes, woraufhin James IV. den Thron bestieg.
1513 wollte James IV. die Abwesenheit des englischen Königs Henry VIII. ausnutzen und England erobern. Seine Truppen erlitten jedoch in der Schlacht von Flodden Field eine vernichtende Niederlage. Der König und viele ranghohe Adlige kamen ums Leben. Da der Nachfolger Jakob V. noch ein Kleinkind war, herrschten Regenten über das Land. James V. führte 1542 erneut einen verheerenden Krieg gegen England und starb im selben Jahr. Thronerbin war seine sechs Tage alte Tochter Mary Stuart, erneut verwalteten Regenten das Land.
Die katholische Mary herrschte während einer Zeit religiöser Spannungen. Nach den Bemühungen der Reformatoren um John Knox legte das Parlament fest, dass nur ein Protestant Anspruch auf den schottischen Thron erheben könne. Mary heiratete 1565 ihren katholischen Cousin Henry Stuart, Lord Darnley. Nach dessen Ermordung im Jahr 1566 ging sie eine noch umstrittenere Verbindung mit James Hepburn, 4. Earl of Bothwell ein, den man in weiten Kreisen für Lord Darnleys Mörder hielt. Der Adel lehnte sich gegen die Königin auf und zwang sie zur Abdankung. Sie floh nach England, Elizabeth I. ließ sie gefangen nehmen und später hinrichten. Die schottische Krone ging an Marys Sohn James VI., der noch ein Kleinkind war und protestantisch erzogen wurde.

### Personalunion und republikanische Phase

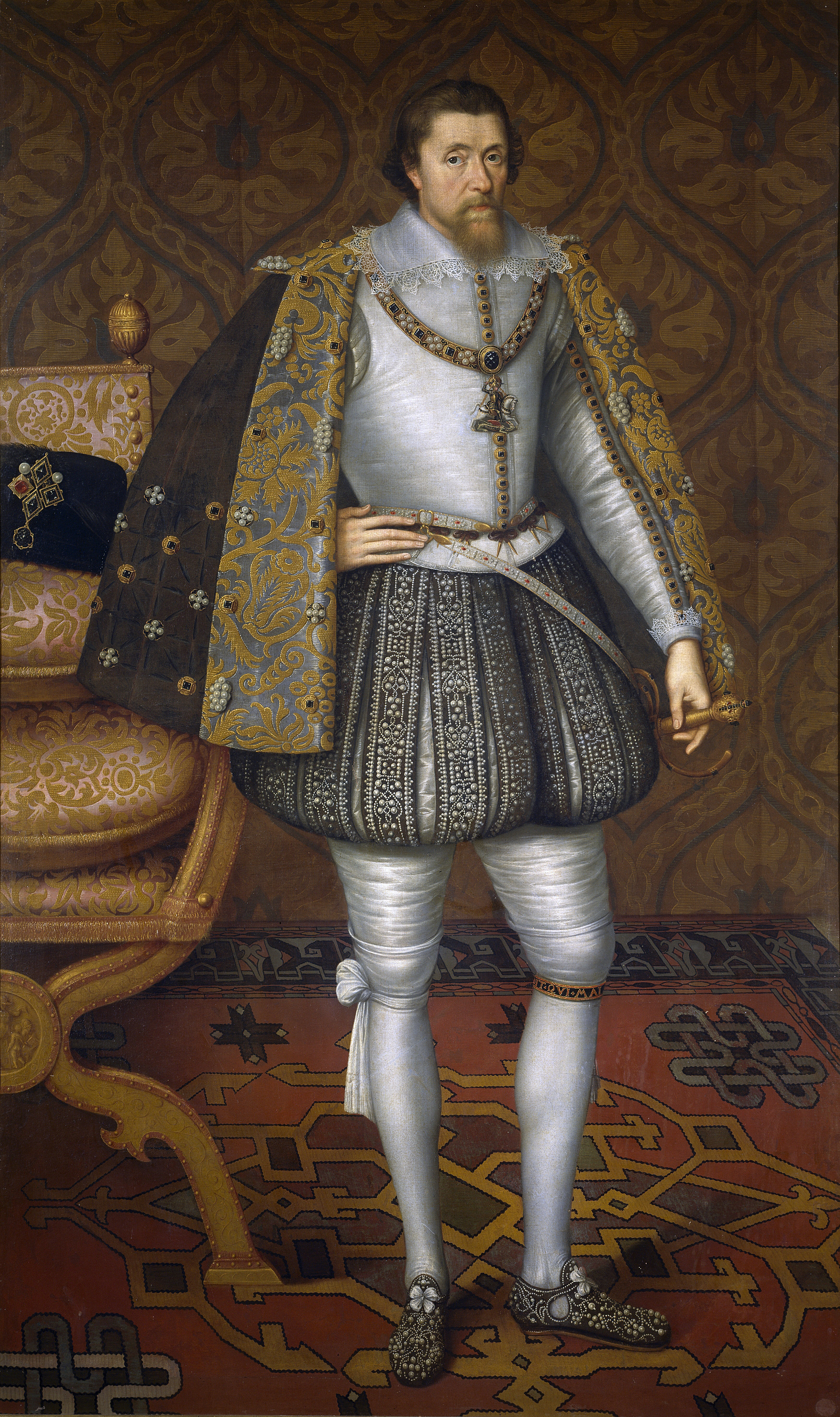
James VI. (resp. James I.) war der erste Monarch, der über England, Schottland und Irland herrschte

Mit dem Tod von Elisabeth I. endete 1603 die Herrschaft des Hauses Tudor, da sie keine Nachkommen hatte. Auf sie folgte der schottische Monarch James VI., der nun als James I. auch über England herrschte. Obwohl England und Schottland in Personalunion verbunden waren (James I. bezeichnete sich ab 1604 als „König von Großbritannien“), blieben sie getrennte Königreiche. James’ Sohn Charles I. trug regelmäßig Konflikte mit dem englischen Parlament aus. Dabei ging es um die Machtverteilung zwischen Krone und Parlament und vor allem um das Recht, Steuern zu erheben. Von 1629 bis 1640 regierte er allein, ohne je das Parlament einzuberufen. Charles erhob von sich aus Steuern und erließ umstrittene Gesetze, von denen viele gegen die schottischen Presbyterianer und die englischen Puritaner gerichtet waren. Der Konflikt zwischen Königshaus und Parlament erreichte 1642 seinen Höhepunkt, als der Englische Bürgerkrieg ausbrach.
Der Krieg endete 1649 mit der Hinrichtung des Königs, der Abschaffung der Monarchie und der Einführung einer Republik, die unter dem Namen Commonwealth of England bekannt ist. 1653 riss Oliver Cromwell, der bedeutendste militärische und politische Führer, die Macht an sich, ernannte sich selbst zum Lordprotektor und regierte als eine Art Militärdiktator. Er blieb bis zu seinem Tod im Jahr 1658 an der Macht und wurde von seinem Sohn Richard Cromwell abgelöst. Der neue Lordprotektor zeigte wenig Interesse am Regieren und trat nach kurzer Zeit zurück. Das Fehlen einer klaren Herrschaft führte zu Unruhen und im Volk verbreitete sich der Wunsch zur Wiedereinführung der Monarchie. Die Restauration erfolgte im Jahr 1660, als Charles II., der Sohn des hingerichteten Charles I., zum König ernannt wurde.

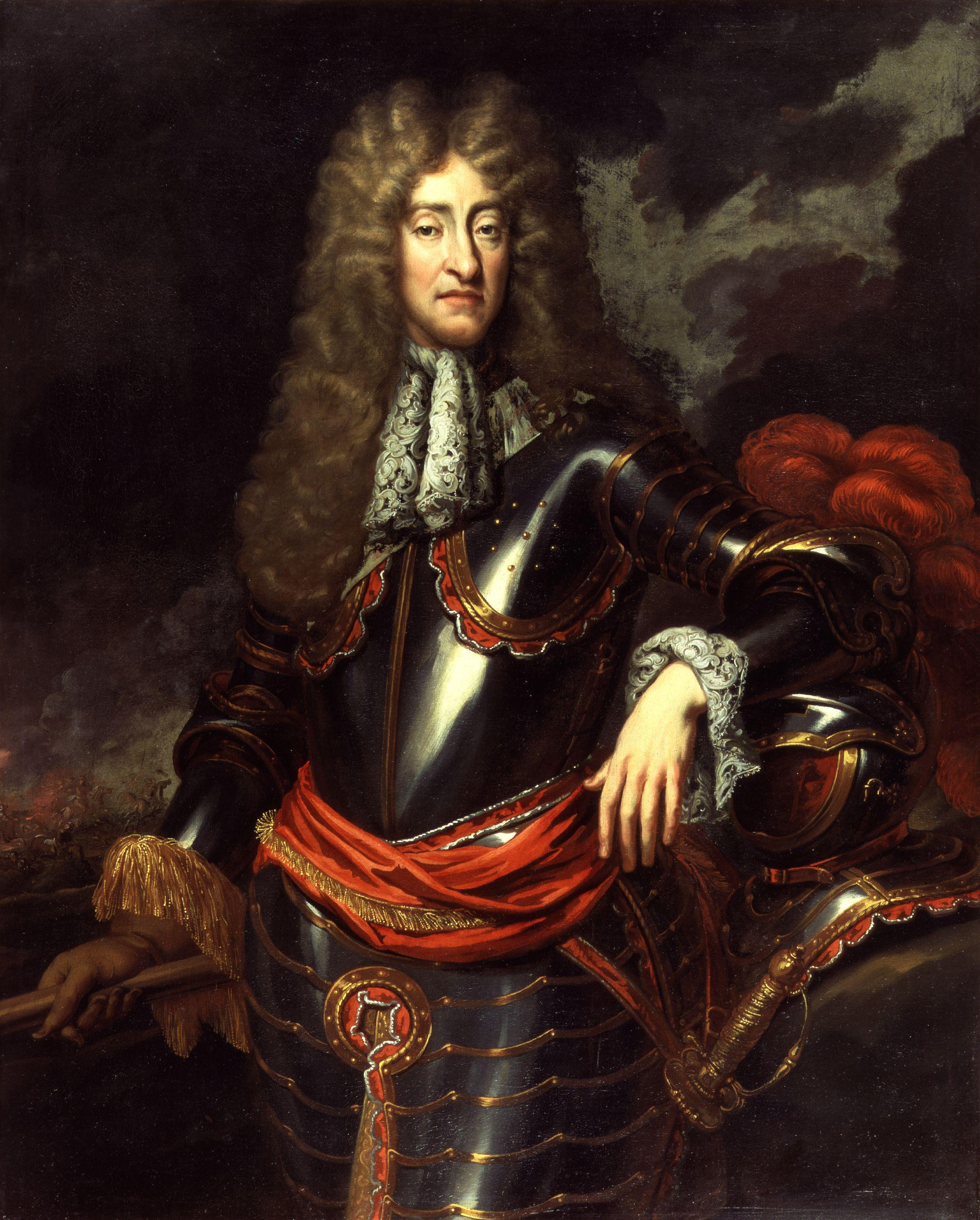
James II.

Unter Charles’ Herrschaft entstanden die Vorläufer der modernen politischen Parteien. Der König hatte keine legitimen Kinder, sein römisch-katholischer Bruder James, Duke of York war somit Thronfolger. Im Parlament gab es Bestrebungen, James von der Thronfolge auszuschließen. Die „Verabscheuer“ (abhorrers) waren gegen den Ausschluss und formierten sich zu den Tories, während die „Petitionäre“ (petitioners), die den Ausschluss befürworteten, sich zu den Whigs zusammenschlossen. Der Exclusion Bill erhielt jedoch keine Mehrheit. Mehrmals löste Charles das Parlament auf, weil er befürchtete, das Gesetz könnte doch noch angenommen werden. Nach der Parlamentsauflösung 1681 regierte er bis zu seinem Tode im Jahr 1685 als absolutistischer Monarch. Der katholische James II. verfolgte eine Politik der religiösen Toleranz und beschwor damit den Zorn zahlreicher protestantischer Untertanen herauf. Es erwuchs Widerstand gegen seine Entscheidungen, ein stehendes Heer zu schaffen, Katholiken in hohe politische und militärische Ämter zu befördern und Kleriker der Church of England zu verhaften, die seine Politik bekämpften. Daraufhin lud eine Gruppe protestantischer Adliger James’ Tochter Mary II. und deren Ehemann William III. von Oranien-Nassau ein, den König abzusetzen. William traf am 5. November 1688 in England ein, während James sich mit der Untreue zahlreicher protestantischer Beamter konfrontiert sah und floh. Das Parlament schloss James’ katholischen Sohn James Francis Edward Stuart von der Thronfolge aus. William und Mary wurden zu gemeinsamen Staatsoberhäuptern von England, Schottland und Irland erklärt.
Die Absetzung von James ist als Glorious Revolution bekannt geworden und war einer der wichtigsten Meilensteine in der Ausdehnung parlamentarischer Macht. Die 1689 verabschiedete Bill of Rights bestätigte den Vorrang des Parlaments und legte fest, dass das englische Volk gewisse Rechte besaß, insbesondere die Freiheit von solchen Steuern, die ohne Zustimmung des Parlaments erhoben wurden. Das Gesetz verlangte auch, dass künftige Monarchen protestantisch sein müssen. Außerdem wurde bestimmt, dass nur die Kinder von William und Mary oder aber Marys Schwester Anne Anspruch auf den Thron erheben durften. Mary starb 1694 kinderlos, wodurch William alleiniger Monarch wurde. 1700 gab es erneut eine Krise, nachdem alle Kinder von Prinzessin Anne verstorben waren und sie nun die einzige Person in der Thronfolge war. Das Parlament befürchtete, dass James II. oder einer seiner katholischen Verwandten erneut ihren Anspruch geltend machen würden und verabschiedete 1701 den Act of Settlement. Eine entfernte protestantische Tante Williams, Sophie von der Pfalz, wurde zur Thronerbin bestimmt. Kurz nach Verabschiedung des Gesetzes starb William, wodurch seine Schwägerin Anne Königin wurde.

### Nach der Vereinigung der Königreiche

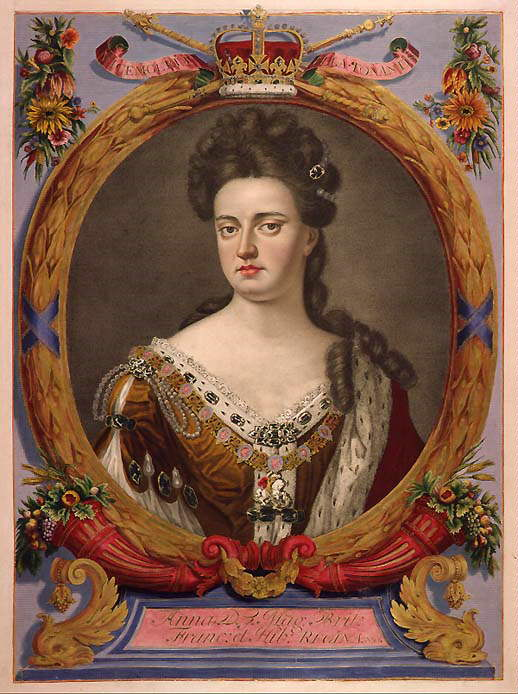
Königin Anne

Nach Annes Thronbesteigung war die Thronfolge bald wieder ein politisches Thema. Das schottische Parlament war verärgert darüber, dass das englische Parlament eigenmächtig Sophie von der Pfalz zur Thronerbin erklärt hatte. Es erließ den Act of Security und drohte, die Personalunion von Schottland und England aufzulösen. Das englische Parlament wiederum reagierte 1705 mit dem Alien Act und drohte damit, die schottische Wirtschaft durch den Ausschluss vom Freihandel kollabieren zu lassen. Als Folge davon nahm das schottische Parlament gezwungenermaßen den Act of Union 1707 an. Mit diesem Gesetz wurden England und Schottland zum Königreich Großbritannien vereinigt, wobei für die Thronfolge weiterhin die im Act of Settlement aufgestellten Regeln galten.

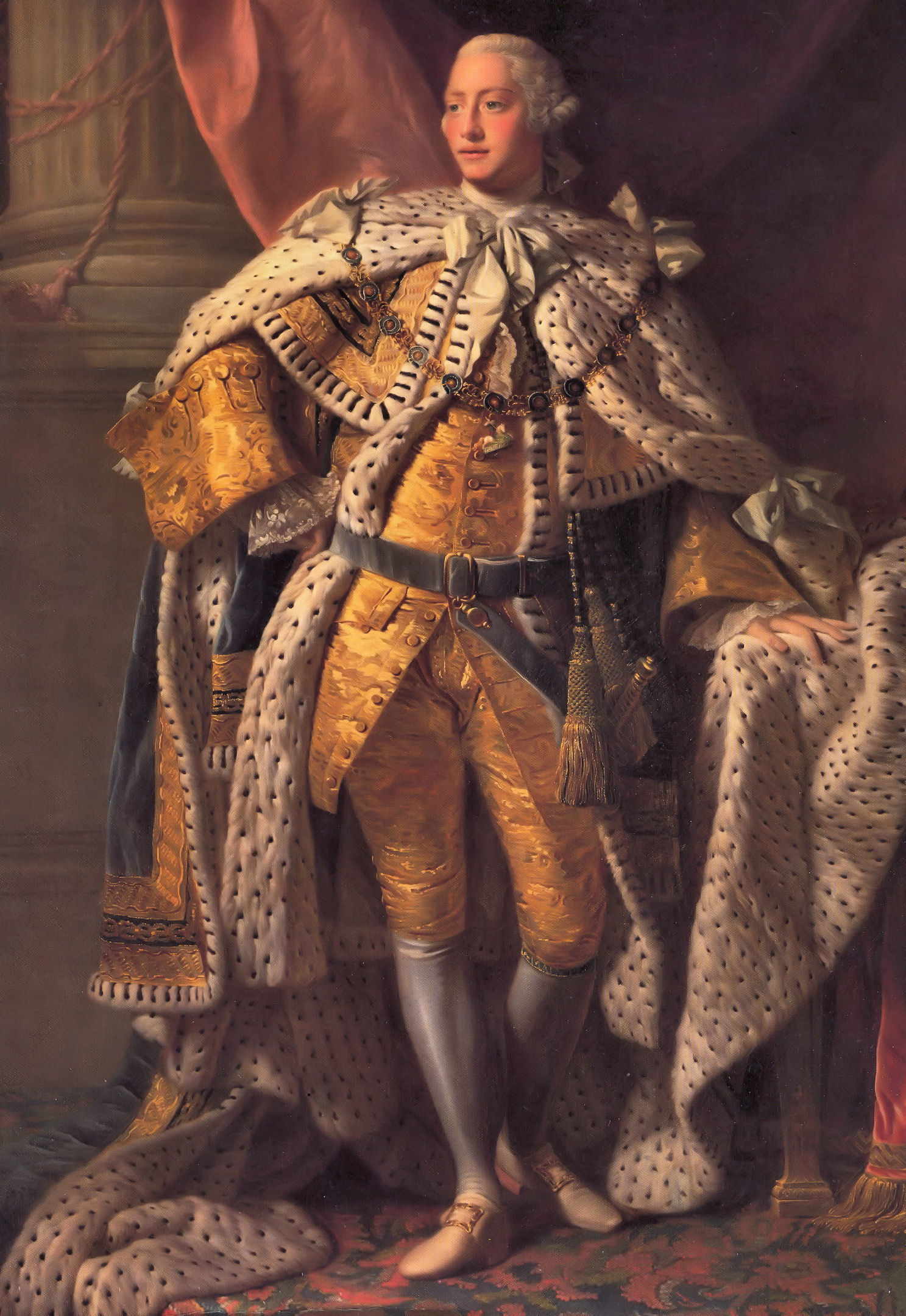
George III.

Auf die 1714 verstorbene Anne folgte George I. auf den Thron, Begründer des Hauses Hannover und Sohn der wenige Wochen zuvor ebenfalls verstorbenen Sophie von der Pfalz. George festigte seine Machtposition mit der Niederschlagung zweier jakobitischer Aufstände in den Jahren 1715 und 1719. Der neue Monarch war in Regierungsangelegenheiten weit weniger aktiv als die meisten seiner Vorgänger und widmete sich stattdessen lieber der Verwaltung seiner deutschen Besitztümer. Dadurch ergab sich eine Machtverschiebung zu den Ministern, insbesondere zu Robert Walpole, der als erster Premierminister Großbritanniens gilt. Der Machtzuwachs des Premierministers und seines Kabinetts setzten sich unter der Herrschaft von George II. fort. 1746 wurden die katholischen Stuarts endgültig besiegt. Unter George III. gingen die amerikanischen Kolonien verloren, doch in der übrigen Welt nahm der britische Einfluss zu. Mit dem Act of Union 1800 entstand das Vereinigte Königreich von Großbritannien und Irland.
Von 1811 bis 1820 war George III. geisteskrank, an seiner Stelle herrschte sein Sohn, der spätere König George IV., als Prinzregent. Während der Regentschaft und später während seiner eigenen Herrschaft nahm die Macht des Königs kontinuierlich ab. Sein Nachfolger William IV. war nicht mehr in der Lage, effektiv die Macht des Parlaments einzuschränken. Nach politischen Differenzen entließ er 1834 William Lamb, 2. Viscount Melbourne, den Premierminister der Whig-Partei, und ernannte stattdessen Robert Peel von der Tory-Partei. Dem König blieb keine andere Wahl, als Lord Melbourne wieder einzusetzen, da die Whigs die darauf folgenden Wahlen gewannen. Seither hat kein Monarch mehr gegen den Willen des demokratisch gewählten Parlaments einen Premierminister ernannt oder entlassen. Darüber hinaus wurde der Reform Act 1832 verabschiedet, mit dem die vielen rotten boroughs verschwanden. Weitere Gesetze führten schrittweise zu mehr Wahlberechtigten und zu einer stärkeren Legitimation des House of Commons als dem wichtigeren Teil des Parlaments.

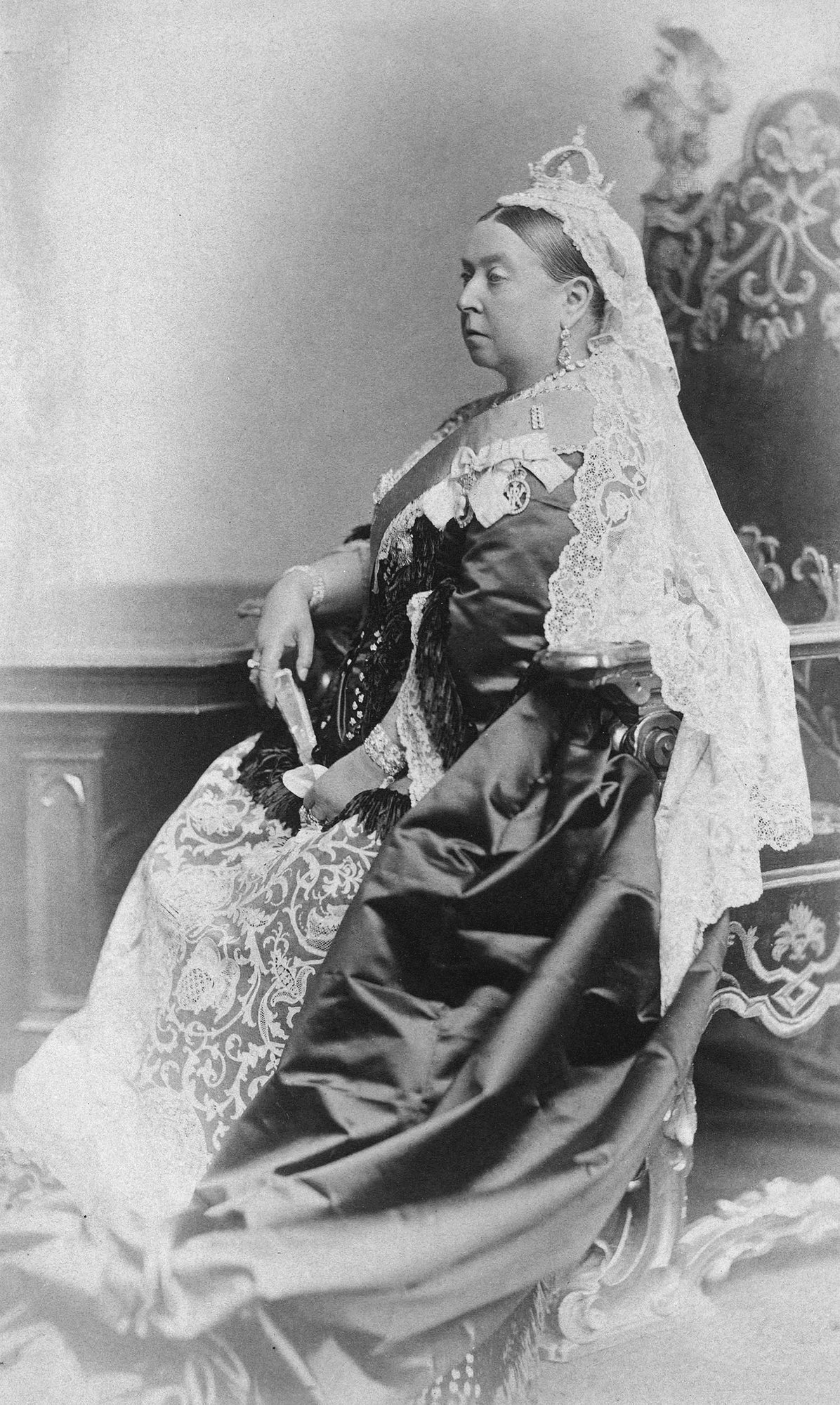
Königin Victoria

Der letzte Schritt hin zu einer konstitutionellen Monarchie wurde während der langen Herrschaft von Königin Victoria vollzogen. Gemäß der Lex Salica durfte sie als Frau nicht über das Königreich Hannover herrschen, was die Personalunion des Vereinigten Königreichs mit Hannover beendete. Die viktorianische Ära war geprägt von raschem technologischem Fortschritt und dem Aufstieg Großbritanniens zur führenden Weltmacht, dem Britischen Empire. Als Zeichen der britischen Herrschaft über Indien wurde ihr 1876 der Titel der Kaiserin von Indien verliehen. Republikanische Bewegungen erhielten Auftrieb, zum Teil als Reaktion auf Victorias andauerndes Trauern und dem längeren Rückzug nach dem Tod ihres Gatten Albert von Sachsen-Coburg und Gotha im Jahr 1861.
Victorias Sohn Edward VII. wurde 1901 der erste Monarch des Hauses Sachsen-Coburg-Gotha. Sein Sohn George V. änderte jedoch 1917 den Familiennamen wegen der antideutschen Stimmung in der Bevölkerung während des Ersten Weltkriegs in Windsor. 1922 erfolgte die Trennung Irlands in Nordirland (das Teil des Vereinigten Königreichs blieb) und den unabhängigen Irischen Freistaat. Fünf Jahre später wurde der Staatsname in Vereinigtes Königreich Großbritannien und Nordirland geändert.

### Vom Empire zur Nationengemeinschaft

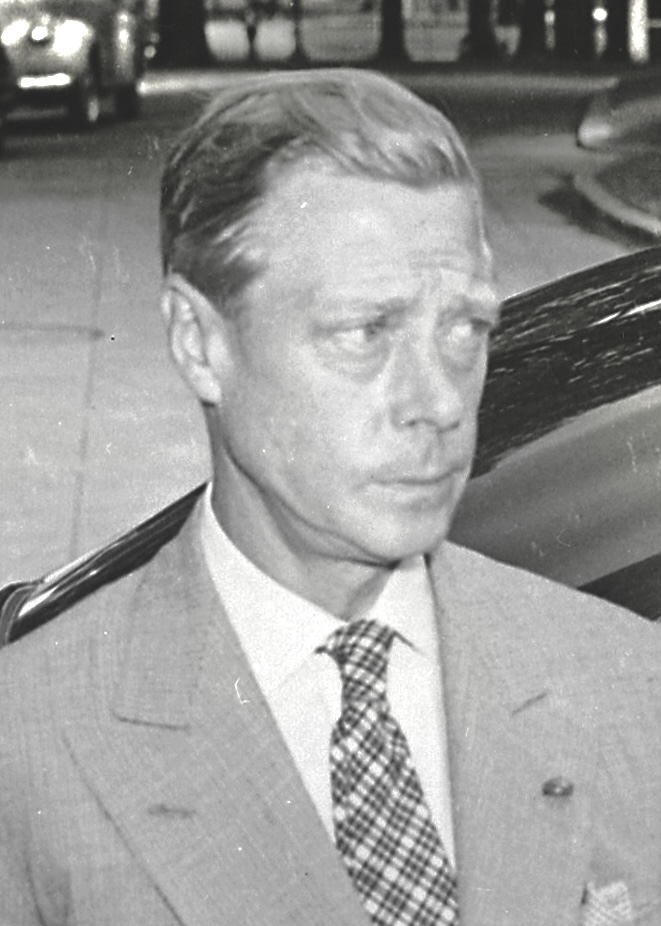
Edward VIII.

Bis 1926 waren die Dominions und Kronkolonien dem Vereinigten Königreich untergeordnet. Die Balfour-Deklaration gab den Dominions das vollständige Selbstverwaltungsrecht. Dadurch erhielten die Dominions gegenüber dem Mutterland einen gleichberechtigten Status und es entstanden so effektiv mehrere Königreiche mit demselben Monarchen. Das Statut von Westminster von 1931 bestätigte dieses Konzept. In der Folge war George V. König des Vereinigten Königreichs, von Kanada, von Australien, von Neuseeland und weiteren Staaten.
Edward VIII. verursachte 1936 einen Skandal, als er die geschiedene US-Amerikanerin Wallis Simpson heiraten wollte, obschon die Church of England die Wiederverheiratung von Geschiedenen ablehnte. Er verzichtete auf die Krone und dankte ab. Die Parlamente des Vereinigten Königreichs und der anderen Commonwealth-Staaten entsprachen seinem Begehren. Edward VIII. und sämtliche allfällige Kinder mit seiner Ehefrau wurden von der Thronfolge ausgeschlossen. Die Krone ging auf seinen Bruder George VI. über. Dieser blieb während des Zweiten Weltkriegs in der Heimat und suchte nicht in Kanada Zuflucht vor den Kriegsereignissen, was zu einem Popularitätsschub führte. George VI. war auch der letzte Monarch, der den Titel „Kaiser von Indien“ trug, als Indien 1947 die Unabhängigkeit erlangte.
Auf George VI. folgte 1952 dessen Tochter Elisabeth II., die bis zu ihrem Tod am 8. September 2022 herrschte. Während ihrer Herrschaft stieg zeitweise die Unterstützung für die republikanische Bewegung, u. a. auch wegen des schlechten Images der britischen Königsfamilie, das durch negative Ereignisse wie den Umgang mit dem Unfalltod von Prinzessin Diana hervorgerufen worden war. Meinungsumfragen in jüngerer Vergangenheit zeigten jedoch, dass die Treue zur Monarchie in weiten Bevölkerungskreisen ungebrochen anhält.
Elisabeth folgte 2022 ihr ältester Sohn Charles III. nach. Gemäß Thronfolge vom 8. September 2022 sind seither sein ältester Sohn Prinz William und dessen Kinder George, Charlotte und Louis die ersten vier Anwärter auf den Thron. Sein zweiter Sohn, Prinz Harry, steht an fünfter Stelle in der Thronfolge.

## Nachfolge
Die Nachfolge wird durch verschiedene Gesetze geregelt, darunter die Bill of Rights von 1689, der Act of Settlement von 1701 und der Act of Union 1707. Die Regeln für die Nachfolge können nur durch einen Parlamentsbeschluss geändert werden, außerdem müssen die Parlamente sämtlicher Commonwealth Realms ihre Zustimmung geben. Einer Einzelperson ist es nicht gestattet, ihre Thronfolgerechte aufzugeben.

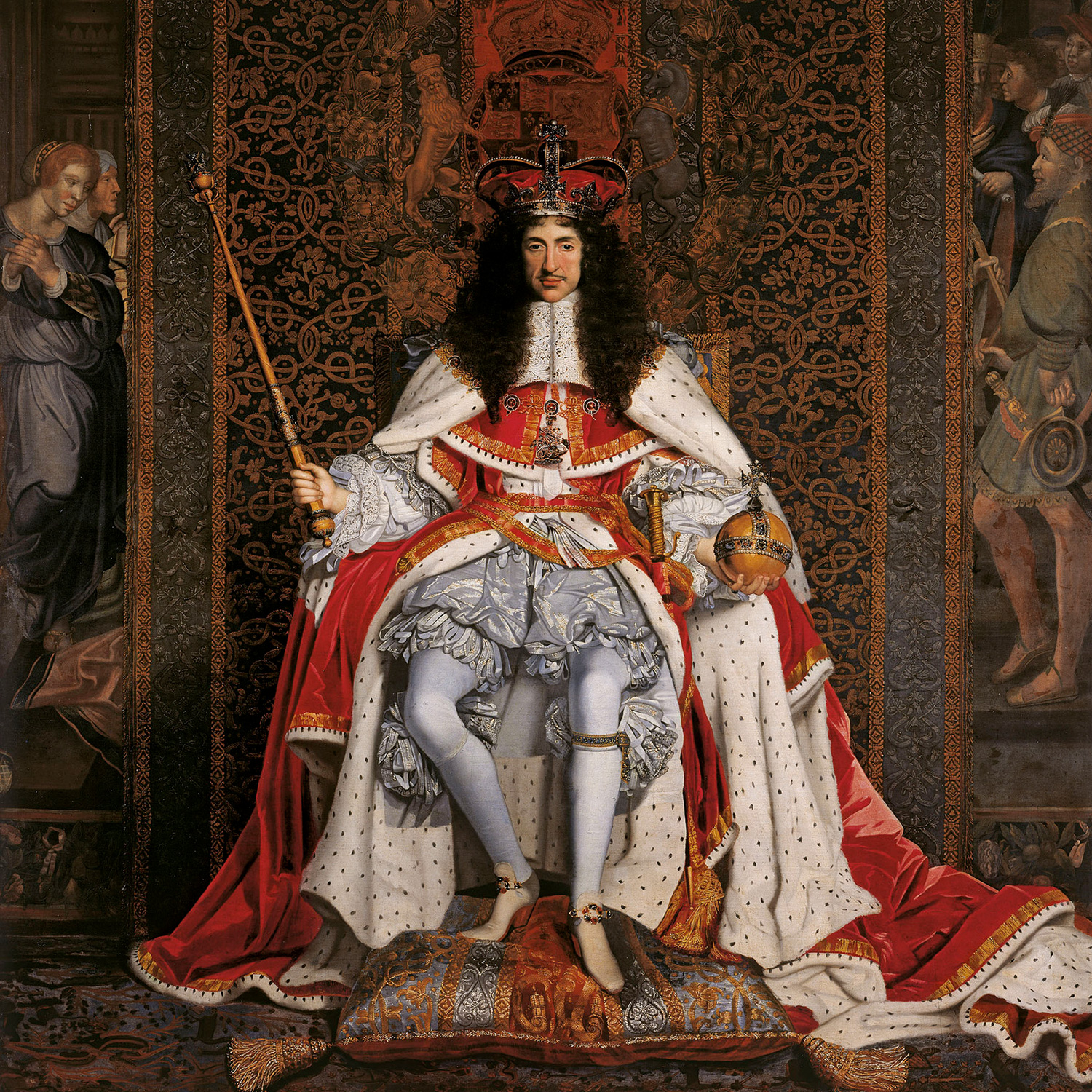
Der Monarch wird in der Westminster Abbey gekrönt, wie hier Charles II.

Beim Zeitpunkt des Todes des Monarchen tritt der Erbe oder die Erbin unmittelbar und automatisch die Nachfolge an, ohne dass eine Bestätigung oder eine weitere Zeremonie nötig ist. Somit ist auch die Bedeutung des Ausspruchs „Der König ist tot, lang lebe der König!“ geklärt. Die Nachfolge wird durch den Accession Council, der sich im St James’s Palace versammelt, öffentlich verkündet. Nach Verstreichen einer angemessenen Trauerzeit wird der neue Monarch in der Westminster Abbey gekrönt, üblicherweise durch den Erzbischof von Canterbury. Eine Krönung ist für das Herrschen aber nicht unbedingt erforderlich, die Zeremonie findet üblicherweise mehrere Monate nach der Thronbesteigung statt.
Nach der Thronbesteigung herrscht der Monarch bis zu seinem Tode. Es ist den Monarchen nicht gestattet, einseitig abzudanken. Der einzige, der freiwillig auf die Krone verzichtete, war Edward VIII. im Jahr 1936. Dazu musste das Parlament jedoch eigens ein Gesetz verabschieden, His Majesty’s Declaration of Abdication Act 1936 genannt. Der letzte Monarch, der gegen seinen Willen die Macht abtreten musste, war James II., der 1688 während der Glorious Revolution ins Exil floh.

### Einschränkungen

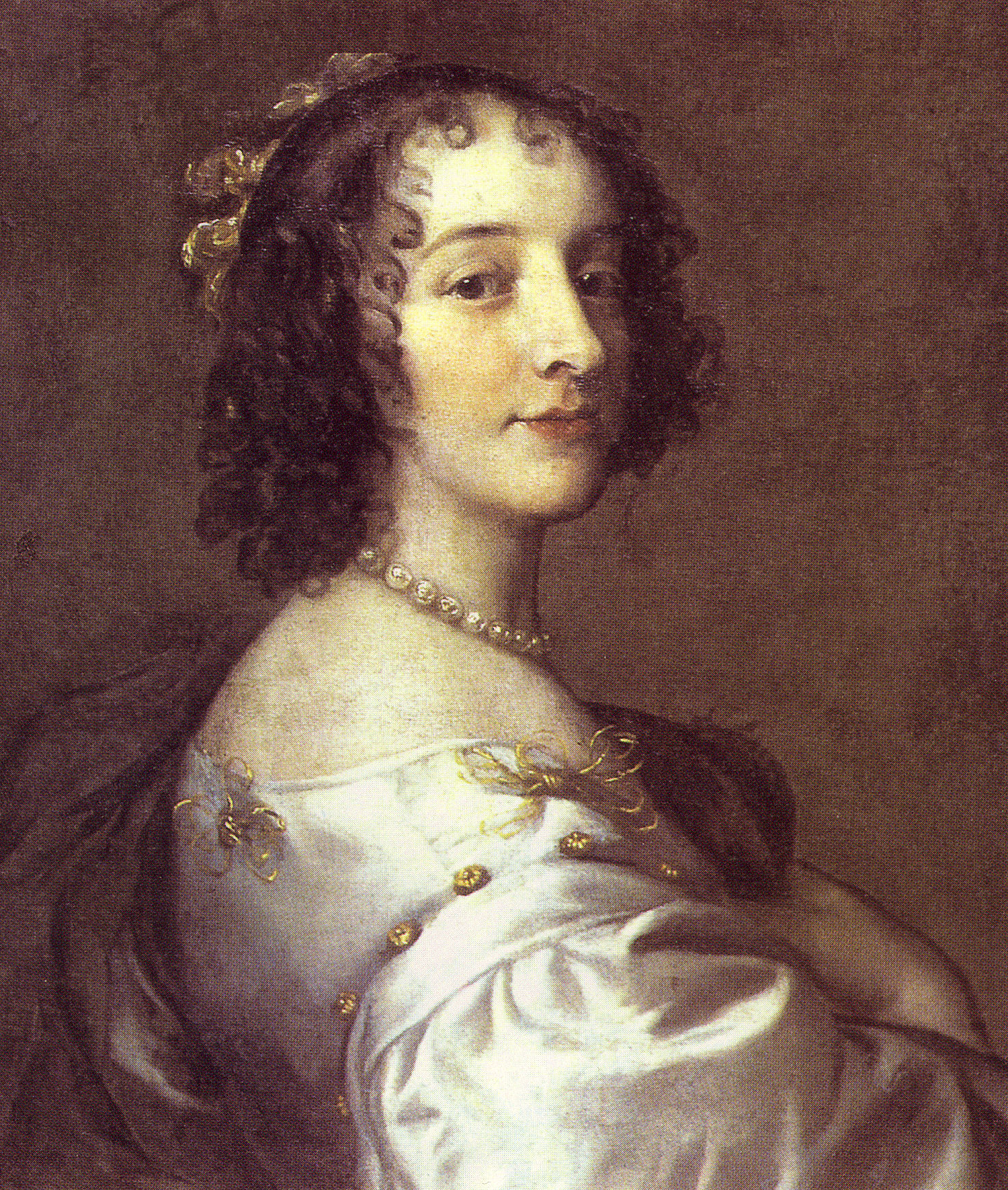
Sophie von der Pfalz

Die Thronfolge folgte bis 2013 dem Prinzip der Primogenitur. Männliche Blutsverwandte hatten Vorrang vor weiblichen: Söhne erbten vor Töchtern, die Erstgeborenen vor den jüngeren Geschwistern des gleichen Geschlechts. Seit 2013 sind Töchter gleichgestellt. Der Act of Settlement beschränkt die Thronfolge auf die natürlichen und legitimen Nachkommen von Sophie von der Pfalz (1630–1714), der Kurfürstin von Braunschweig-Lüneburg und Enkelin von James I.
Die Bill of Rights und der Act of Settlement beinhalten auch Einschränkungen religiöser Art, die wegen des Misstrauens der Engländer und Schotten gegenüber der römisch-katholischen Kirche eingeführt wurden. Nur Personen, die protestantischer Konfession sind, besitzen einen Anspruch auf den Thron. Personen, die römisch-katholischer Konfession sind oder einen Katholiken heiraten, wurden von der Thronfolge ausgeschlossen. Eine von der Thronfolge ausgeschlossene Person wird in diesem Sinne als „juristisch tot“ betrachtet und die Einschränkungen gelten nicht für dessen legitime Nachkommen. 2011 wurde beschlossen, dass zukünftige Monarchen durch die Heirat einer römisch-katholischen Person nicht mehr das Anrecht auf den Thron einbüßen. Diese Änderung trat im März 2015 in Kraft, als alle betroffenen Königreiche des Commonwealth die Änderung ratifiziert hatten. Da der König Oberhaupt der anglikanischen Staatskirche ist, blieb die Restriktion für den Monarchen bestehen.

### Regentschaft

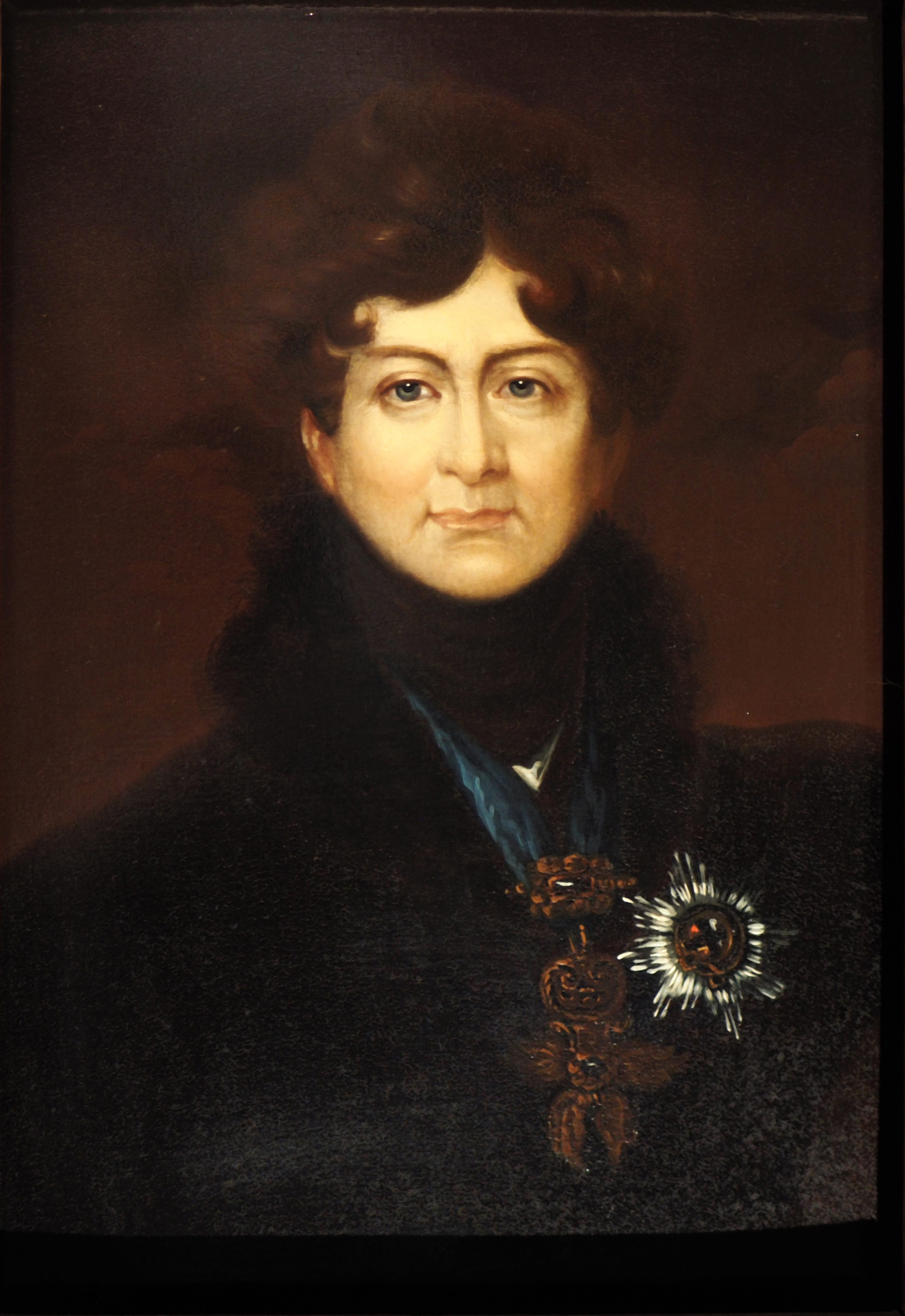
König George IV. war vor seiner Thronbesteigung Prinzregent

Gemäß dem Regency Act von 1937 und 1953 wird die Macht dann durch einen Reichsverweser (Regenten) ausgeübt, wenn der Monarch entweder noch nicht das Alter von 18 Jahren erreicht hat oder wenn er körperlich oder geistig dazu nicht in der Lage ist. Eine körperliche oder geistige Einschränkung muss von mindestens drei der folgenden Personen festgestellt werden: dem Ehegatten des Monarchen, dem Lordkanzler, dem Speaker des Unterhauses, dem Lord Chief Justice of England and Wales und dem Master of the Rolls. Die Bestätigung von drei oder mehr der genannten Personen ist auch notwendig, um die Regentschaft zu beenden und damit die Rückkehr des Monarchen zur Macht zu ermöglichen.
Ist eine Regentschaft notwendig, so wird die nachfolgende geeignete Person in der Thronfolge automatisch zum Regenten, es sei denn, sie ist selbst minderjährig oder nicht dazu in der Lage. Der Regent muss mindestens 21 Jahre alt sein (im Falle des direkten Thronfolgers auch 18 Jahre) und ein britischer Staatsbürger mit Wohnsitz im Vereinigten Königreich sein. Bisher letzter Regent war der spätere König George IV., der von 1811 bis 1820 die Amtsgeschäfte von seinem geisteskranken Vater George III. übernahm.
Im Falle einer vorübergehenden Krankheit oder eines Auslandaufenthaltes kann der Monarch seine Aufgaben kurzfristig an den Staatsrat übertragen, bestehend aus der Gemahlin des Monarchen sowie den vier nachfolgenden geeigneten Personen in der Thronfolge. Die aktuellen Staatsräte sind die Königin, der Prince of Wales, der Duke of Sussex, der Duke of York und Prinzessin Beatrice. Die drei Letztgenannten werden an ihrem jeweiligen 21. Geburtstag von den drei Kindern des Prince of Wales aus dem Staatsrat verdrängt. Sollte eine der vier Personen, die auf Grund der Thronfolge Staatsrat sind, vorher ausscheiden, wäre Eugenie die nächste Nachrückerin.

## Finanzen
Einst deckte der Monarch alle offiziellen Ausgaben aus den Erträgen seines Erbes, darunter den Einkünften aus dem Crown Estate (königlichen Ländereien). 1760 trat George III. den Crown Estate an die HM Treasury ab und erhielt als Gegenleistung eine jährliche Zahlung, die Zivilliste. Neben der Zivilliste finanzierte das Parlament die Ausgaben des Monarchen mit öffentlichen Geldern, die als Grants-in-aid (Hilfszuschüsse) bezeichnet wurden. Die im Jahr 1760 vereinbarte Zivilliste wurde per 1. April 2012 abgeschafft, zusammen mit den Zuschüssen für die königlichen Reisedienste und den Unterhalt der königlichen Residenzen. Mit dem Sovereign Grant Act 2011 wurden diese Zahlungen durch eine einzige ersetzt. Der Monarch erhält zukünftig einen von der HM Treasury festgelegten Anteil an den Erlösen des Crown Estate (zurzeit 25 %).
Neben dem Crown Estate werden auch die Ländereien und Vermögenswerte des Herzogtums Lancaster treuhänderisch verwaltet. Die Einkünfte aus dem Herzogtum Lancaster gehen nicht in die Staatskasse, sondern werden für Ausgaben verwendet, die nicht durch die Zivilliste gedeckt sind. Das Herzogtum Cornwall ist ein ähnliches Gut, das im Namen des ältesten Sohnes des Monarchen verwaltet wird. Der britische Monarch ist verpflichtet, indirekte Steuern wie die Mehrwertsteuer zu bezahlen. Seit 1993 zahlt der Monarch freiwillig Einkommensteuern und Kapitalertragsteuern auf persönliche Einkünfte.
Schätzungen des Vermögens des Monarchen variieren, je nachdem, ob ihr persönlich gehörende oder treuhänderisch verwaltete Vermögenswerte mitberücksichtigt werden. Die Royal Collection, die Kunstsammlung der Königsfamilie, ist beispielsweise nicht Teil des Privatvermögens des Monarchen, sondern wird durch den Royal Collection Trust, einer eingetragenen Wohlfahrtsorganisation, verwaltet. Das Magazin Forbes schätzte im Jahr 2008 das Vermögen der Königin auf 650 Millionen US-Dollar, obschon keine offiziellen Zahlen erhältlich sind. 1993 bezeichnete David Ogilvy, 8. Earl of Airlie, der damalige Lord Chamberlain, Schätzungen von 100 Millionen Pfund als „maßlos übertrieben“.
Julia Bellan veröffentlichte im Mai 2023 für die FAZ das geschätzte Vermögen der königlichen Familie auf 23 Milliarden Euro. Es bestehe unter anderem aus königlichen Palästen, wie dem Buckingham-Palast, den Kronjuwelen, Herzogtümern und dem sogenannten Crown Estate. Die Milliarden befänden sich allerdings nicht im privaten Besitz des Königs, sondern gehörten dem Monarchen im Namen der britischen Krone für die Dauer seiner Herrschaft.

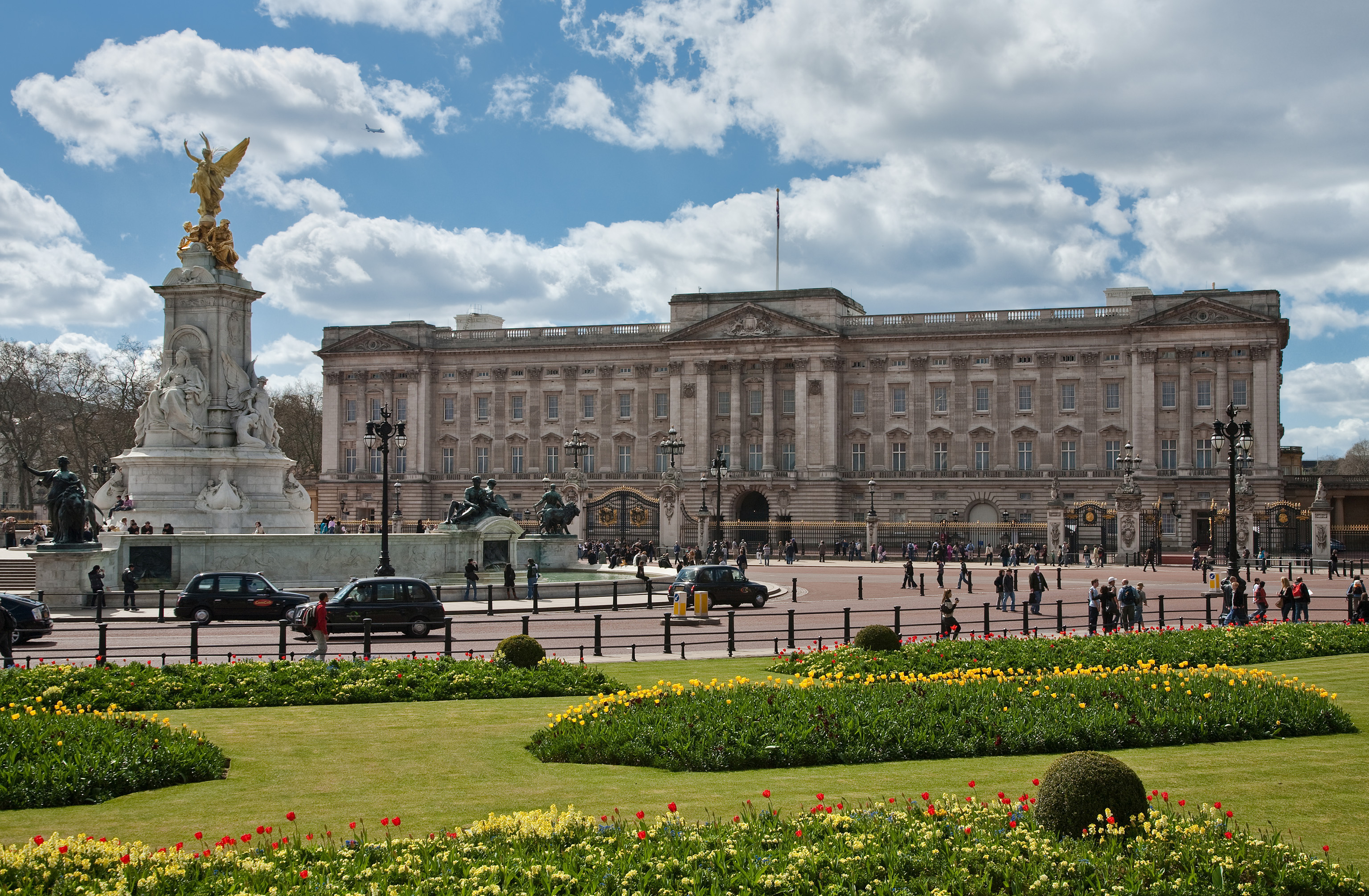
Der Buckingham Palace ist die Hauptresidenz des Monarchen

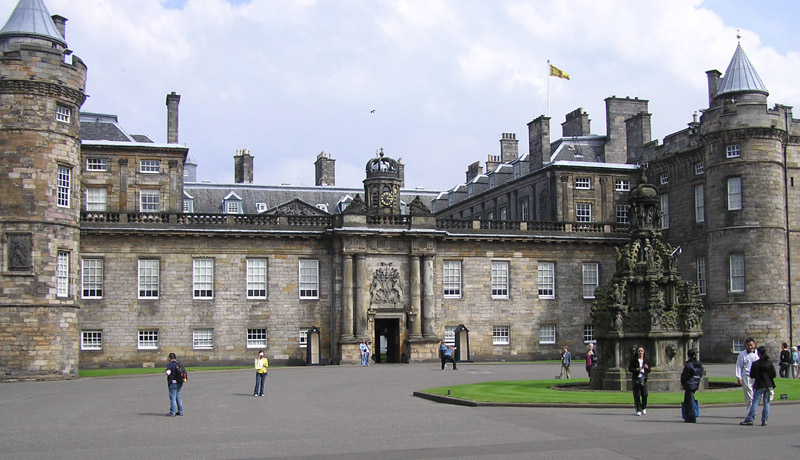
Der Holyrood Palace ist die offizielle Residenz in Schottland

Die offizielle Hauptresidenz des britischen Monarchen ist Buckingham Palace in der City of Westminster, einem Stadtbezirk von London. Hier finden die meisten Staatsbankette, Amtseinsetzungen, königlichen Taufen und weitere Zeremonien statt. Windsor Castle, das größte bewohnte Schloss der Welt, liegt in Windsor, Berkshire und dient als Residenz an Wochenenden, über Ostern sowie während der Pferderennen in Ascot. Die offizielle Residenz des Monarchen in Schottland ist der Palace of Holyroodhouse in Edinburgh, besser bekannt unter dem Namen Holyrood Palace. Der Monarch weilt dort jedes Jahr mindestens während einer Woche sowie beim Besuch von Staatsanlässen in Schottland. Die offizielle Residenz in Nordirland ist Hillsborough Castle in Hillsborough westlich von Belfast.
Bis zum Jahr 1530 waren der Palace of Westminster und der Tower of London die Hauptresidenzen der englischen Monarchen. Nachdem der mittelalterliche Palast von Westminster teilweise abgebrannt war, „erwarb“ König Heinrich VIII. den benachbarten Palace of Whitehall, Londoner Sitz der Erzbischöfe von York, indem er ihn sich von Kardinal Wolsey, der ihn erheblich erweitert und modernisiert hatte, schenken ließ. Whitehall wurde 1698 durch einen Brand bis auf die Grundmauern zerstört, woraufhin der Hofstaat in den St James’s Palace umzog, den Heinrich VIII. ebenfalls von Kardinal Wolsey erworben hatte, nämlich durch Enteignung. Die Überreste des nicht mehr bewohnten Palace of Westminster wurden bei einem Großbrand 1834 fast vollständig zerstört, an ihrer Stelle wurde anschließend das Parlamentsgebäude errichtet. Obwohl der Buckingham Palace seit 1837 als Londoner Wohnsitz dient, blieb St. James’s von protokollarischer Bedeutung und ist heute das zeremonielle und administrative Zentrum des Hofstaats. Beispielsweise werden ausländische Botschafter am Court of St. James’s akkreditiert. Der St James’s Palace dient auch als Wohnsitz von Mitgliedern der königlichen Familie und ist der Versammlungsort des Accession Council.
Weitere Wohnsitze der königlichen Familienmitglieder sind Clarence House und Kensington Palace. Nicht mehr bewohnt, aber gelegentlich für Festlichkeiten benutzt wird Hampton Court Palace. Diese Paläste sind im Besitz der Krone, werden für zukünftige Herrscher treuhänderisch verwaltet und können nicht durch den Monarchen verkauft werden. Zwei Paläste gehören zum persönlichen Besitz des Monarchen: Sandringham House, ein Landsitz in der englischen Grafschaft Norfolk, das traditionell von Weihnachten bis Ende Januar bewohnt, von Charles III. aber, ebenso wie Windsor Castle, auch häufig für Wochenendaufenthalte genutzt wird. Im August und September wohnt der Monarch im Balmoral Castle, einem Schloss in der schottischen Council Area Aberdeenshire. Die Tatsache, dass Sandringham und Balmoral persönlicher Besitz und nicht Kronbesitz sind, führte dazu, dass nach der Abdankung von Eduard VIII. 1936 sein Bruder und Nachfolger Georg VI. ihm diese Besitzungen abkaufen musste.

## Herrschertitel
Der vollständige Herrschertitel des amtierenden Monarchen lautet:
„Charles der Dritte, von Gottes Gnaden König des Vereinigten Königreiches Großbritannien und Nordirland sowie Seiner anderen Königreiche und Länder, Oberhaupt des Commonwealth, Verteidiger des Glaubens“

Charles the third, by the Grace of God of the United Kingdom of Great Britain and Northern Ireland and of His other Realms and Territories King, Head of the Commonwealth, Defender of the Faith.
Papst Leo X. verlieh im Jahr 1521 König Henry VIII. den Titel Fidei defensor („Verteidiger des Glaubens“) für seine Unterstützung des Papsttums in den ersten Jahren der Reformation. Allerdings sagte sich Henry VIII. später von der römisch-katholischen Kirche los und gründete die Church of England. Papst Paul III. entzog ihm diesen Titel zwar wieder, doch das Parlament erließ ein Gesetz, das die weitere Verwendung erlaubte.
Der Monarch wird als His Majesty oder Her Majesty („Seine/Ihre Majestät“) angesprochen. Die Form Britannic Majesty („Britannische Majestät“) erscheint auf internationalen Abkommen und auf Pässen, um den britischen Monarchen von fremden Staatsoberhäuptern zu unterscheiden. Königsgattinnen (Queen consort) und Königswitwen (Queen dowager) werden ebenfalls als Majesty bezeichnet, nicht aber die Ehegatten weiblicher Monarchen (Prince consort: Prinzgemahl). Aus diesem Grund wurde der Gatte von Elisabeth II., Philip, Duke of Edinburgh, lediglich als „Königliche Hoheit“ (Royal Highness) bezeichnet.
Die Ordnungszahlen der Monarchen berücksichtigen lediglich die Herrscher seit der normannischen Invasion im Jahr 1066. Falls nur ein Monarch einen bestimmten Namen verwendet hat, wird keine Ordnungszahl angefügt. Beispielsweise wird Königin Victoria nie als Victoria I. bezeichnet. Seit der Vereinigung von England und Schottland im Jahr 1707 basieren die Ordnungszahlen ausschließlich auf den früheren englischen Königen, nicht aber auf den schottischen. 1953 klagten schottische Nationalisten gegen das Recht der neuen Königin, sich Elisabeth II. nennen zu dürfen, mit der Begründung, dass es in Schottland nie eine Elisabeth I. gegeben hat. Im Fall MacCormick vs. Lord Advocate wies der Court of Session, das oberste schottische Zivilgericht, die Klage jedoch ab. Das Gericht befand, dass die Namenswahl die Privatangelegenheit der Königin sei und auch den Herrschaftsrechten entspricht. Premierminister Winston Churchill merkte jedoch an, dass diese Regelung nicht bindend sei und in Zukunft die höhere Ordnungszahl verwendet werden sollte.
Traditionellerweise besteht die Unterschrift des Monarchen aus seinem eigenen Königsnamen (ohne Ordnungszahl), gefolgt von einem R. Dieser Buchstabe steht für rex oder regina (König und Königin auf Latein). Folglich unterschreibt der amtierende König mit „Charles R“. Von 1877 bis 1948 fügten die Monarchen zusätzlich den Buchstaben I für imperator bzw. imperatrix an, aufgrund ihres Status als Kaiser oder Kaiserin von Indien. George V. unterschrieb also mit „George RI“.

## Wappen und Flagge

Royal Standard
Royal Standard in Schottland

Das Wappen des Vereinigten Königreichs, das gleichzeitig Wappen des Königshauses und Staatswappen ist, existiert in seiner heutigen Form seit der Thronbesteigung von Königin Victoria im Jahr 1837. Es zeigt im ersten und vierten Quadrat drei schreitende goldene Löwen auf rotem Grund (England), im zweiten Quadrat einen roten aufrechten Löwen auf goldenem Grund (Schottland) und im dritten Quadrat eine goldene Harfe auf blauem Grund (Irland bzw. Nordirland). Wappenträger sind der Löwe und das Einhorn. Der Wahlspruch lautet: Dieu et mon droit (französisch für „Gott und mein Recht“). In Schottland verwendet der Monarch ein leicht abgewandeltes Wappen, bei dem das erste und vierte Quadrat Schottland repräsentieren, das zweite Quadrat England und das dritte Quadrat Nordirland. Der Wahlspruch lautet: Nemo me impune lacessit (Latein für „Niemand erzürnt mich ungestraft“). Die Wappenträger sind das Einhorn und der Löwe.
Die offizielle Flagge des Monarchen im Vereinigten Königreich ist der Royal Standard, der die Wappen der Teilstaaten zeigt. Der in Schottland verwendete Royal Standard stellt die schottische Version des Königswappens dar. Die Flagge wird nur auf Gebäuden und Fahrzeugen gehisst, in denen sich der Monarch aufhält; ansonsten weht die Union Flag. Der Royal Standard weht niemals auf halbmast, weil es immer einen Monarchen gibt; im Todesfall übernimmt automatisch sein Nachfolger das Amt.